# Culture de Nagada
Sauf précision contraire, les dates de cet article sont sous-entendues « avant l'ère commune » (AEC), c'est-à-dire « avant Jésus-Christ ».
Subdivisions
- Nagada I ;
- Nagada II ;
- Nagada III

La culture de Nagada (v. 3900-3150 av. J.-C.) est une culture archéologique qui se développe sur environ 750 ans, au cours de la période prédynastique égyptienne, en Haute-Égypte. On passe alors d'une population qui pratique l'élevage, la chasse et quelques cultures domestiquées, à une société hiérarchisée de cultivateurs de céréales, regroupés dans des villes dominées par des chefs, puis par des souverains qui se font la guerre jusqu'à ce que l'un d'entre eux parvienne, à l'époque suivante, à unifier toute l'Égypte sous son pouvoir. C'est à cette période ultime qu'apparait l'écriture égyptienne.
Le site archéologique chalcolithique de Nagada (à la limite sud de l'actuelle Moyenne-Égypte, à vingt kilomètres au sud de Qena, entre Coptos et Louxor, sur la rive Ouest) a révélé une culture sur 750 ans environ, mais cette culture s'étend aussi aux autres sites de la région à cette époque. Elle a été précédée, plus au nord de la Moyenne Égypte, par les cultures de Der Tasa et Badari (v. 5000 - v. 4000). La culture de Nagada est subdivisée en trois périodes, Nagada I (3900-3500), Nagada II (3500-3300), Nagada III (3300-3150). Toutes appartiennent à la période prédynastique égyptienne - avant la première dynastie. La dernière phase, Nagada III, est aussi nommée « période protodynastique » : c'est la période la plus récente de la préhistoire égyptienne, qui a vu apparaitre les premiers « rois », probablement de simples chefs thinites, et que les égyptologues appellent la dynastie égyptienne zéro. La culture de Nagada est donc suivie par la Ire dynastie (3150-2850), qui ouvre la période thinite (capitale Thinis) de l'Égypte antique.
La culture de Nagada est en partie contemporaine d'autres cultures du Néolithique, les cultures du Fayoum et du Delta (5400-3400 et 5000-4400) - avec dans l'oasis du Fayoum, les premières communautés agricoles, avec des greniers -collectif (?)- enterrés, v. 5200, de l'élevage et de la pêche.

## Leurs ancêtres: des éleveurs du sud de l'Égypte, jusqu'au Soudan
La vallée du Nil ne rencontre que très peu d'occupation humaine attestée entre 11000 et 5000, à cette époque du Sahara vert, sinon quelques traces d'occupation épipaléolithique passagère. Leur industrie microlithique, qui correspond très bien à celle du premier Néolithique du désert de l'Ouest (8500-6100), laisse donc supposer le déplacement des technologies et des hommes. Mais dans ce premier Néolithique on ne donne que des indices d'élevage et de poterie. D'ailleurs, entre 8500 et 5500, à la faveur des remontées estivales des moussons africaines vers le Nord, une végétation de type sahélien se développe dans ces marges du Nil. Quant à l'impact de ces conditions climatiques favorables, entre 7000 et 5000, mais plus au Sud, sur les rives soudanaises du Nil, de la Haute Nubie jusqu'à Khartoum, il favorise le développement de sociétés du Mésolithique. Néanmoins, c'est au centre du Soudan que l'on a découvert des os de bœuf domestique datant du Néolithique ancien (7200-6500). 
À cent kilomètres à l'Ouest de la vallée du Nil, dans le Sahara oriental de la Basse Nubie, vers 7000, la région actuellement désertique de Nabta Playa - Bir Kiseiba, où des lacs permanents existaient alors, montre la domestication du bétail et l'exploitation du sorgho sauvage. On y trouve, mais vers 5400, les premières tombes d'animaux, en tumuli. De même, un vaste ensemble mégalithique caractérise ce site.
La culture du Fayoum (5400-3400) et du Delta (Culture de Mérimdé 4800-4300) dont les greniers prouvent l'existence d'agriculture dès 5200, aurait pu hériter du savoir des agriculteurs de Nabta Playa,. La présence de bœufs domestiques et certaines caractéristiques de l'outillage de pierre, montrent que ces populations partageaient des traits communs avec celles du Sahara. 
Par ailleurs, dès le début du VIIe millénaire et dans une région qui va depuis Assiout jusqu'au centre de l'actuel Soudan, vivent des pasteurs à troupeaux de bovins qui ont pu réaliser une première phase de sédentarisation. Ils vivent dans un contexte très favorable, composé d'une savane parsemée de lacs, et aux ressources complémentaires. Ils bénéficient aussi des franges de la vallée du Nil (alors immense) et des lits de nombreuses rivières (ouadis). 
Au VIe millénaire, des populations de pasteurs occupent ce qui est aujourd'hui le désert oriental, depuis l'est du Nil jusqu'à la chaîne de montagnes qui borde la mer Rouge. Ceux-ci vivent de leurs moutons et de chèvres, et pêchent des poissons dans le Nil.
Au début du VIe millénaire, les pluies se font nettement plus rares. Chasse, pêche et cueillette sont limitées. L'élevage devient alors l'activité principale. Le nomadisme, qui fait suite à la première phase de sédentarisation du VIIe millénaire, se réorganise, du sud de l'Égypte à la Nubie. Ce nouveau nomadisme est localisé autour de sites aujourd'hui dispersés dans le Sahara. 
Mais la sècheresse s'accentuant, surtout à partir de 4400, les groupes se concentrent le long du Nil - hormis pendant la saison humide ; ils pratiquent donc la transhumance. Dans leurs cimetières, ces pasteurs déposent quelques menues offrandes, palettes à fard, pigments, bracelets, colliers. Sur le site de Nabta Playa, du désert de l'Ouest, le Néolithique final commence vers 4500, avec une belle céramique polie, qui peut prendre un curieux aspect ondulé, et a souvent un bord noirci. Ces deux derniers caractères deviendront typiques des céramiques prédynastiques tasienne (de Deir Tasa) et badarienne (de Badari). Mais alors qu'au Néolithique initial et moyen, les rares céramiques étaient déposées dans les tombes sans avoir servi (les bols en œuf d'autruche étaient utilisées, mais sans trace de feu), au Néolithique final des traces de feu signalent que ces beaux vases polis avaient servi. Sur le site voisin de Gebel Ramhla, on a rencontré la forme tulipe, remarquablement ornée de bandes.
Ce n'est qu'au cours des Ve et IVe millénaires que des mutations économiques et sociales s'orientent vers un ordre politique plus hiérarchisé, avec l'apparition de centres politiques. L'archéologue Flinders Petrie en fait la découverte à Nagada à la fin du XIXe siècle. 
En 2021, l'IFAO publie la fouille, débutée en 2015, d'un rare village du Ve millénaire dans le Delta, à Tell el-Samara où les chasseurs-collecteurs commencent à intégrer des céréales, des légumineuses et du bétail, ces nouvelles sources de nourriture, à leurs stratégies de subsistance. Les fouilles à Samara (ou Tell el-Samara) dans le delta oriental ont découvert l’un des rares villages du Ve millénaire av. J.-C. connus à ce jour. 
Ainsi, en raison de l'aridification progressive du Sahara, aux IVe et IIIe millénaires, les pasteurs venus de l'Ouest se regroupent le long du Nil, qui devient une oasis africaine.
Les échanges en tous sens ont donc permis la transition d'une économie de prédation à une économie de production, à la fois tardive (vers 5000) - à côté de la Mésopotamie (8000) - mais ensuite, relativement rapide.

## Sites éponymes
Le site d'El-Amrah, donne son nom à l'amratien (3800-3500) ou Nagada I. Le site de Gerzèh, donne son nom au gerzéen (3500-3200) ou Nagada II. Quant aux sites découverts autour d'Hiéraconpolis, ils portent les caractéristiques du stade Nagada III (3300-3100). Les chercheurs anglophones appliquent au stade Nagada III le qualificatif de Semainean (en référence au cimetière proche de Es-Semaina).

## NagadaI

### Histoire

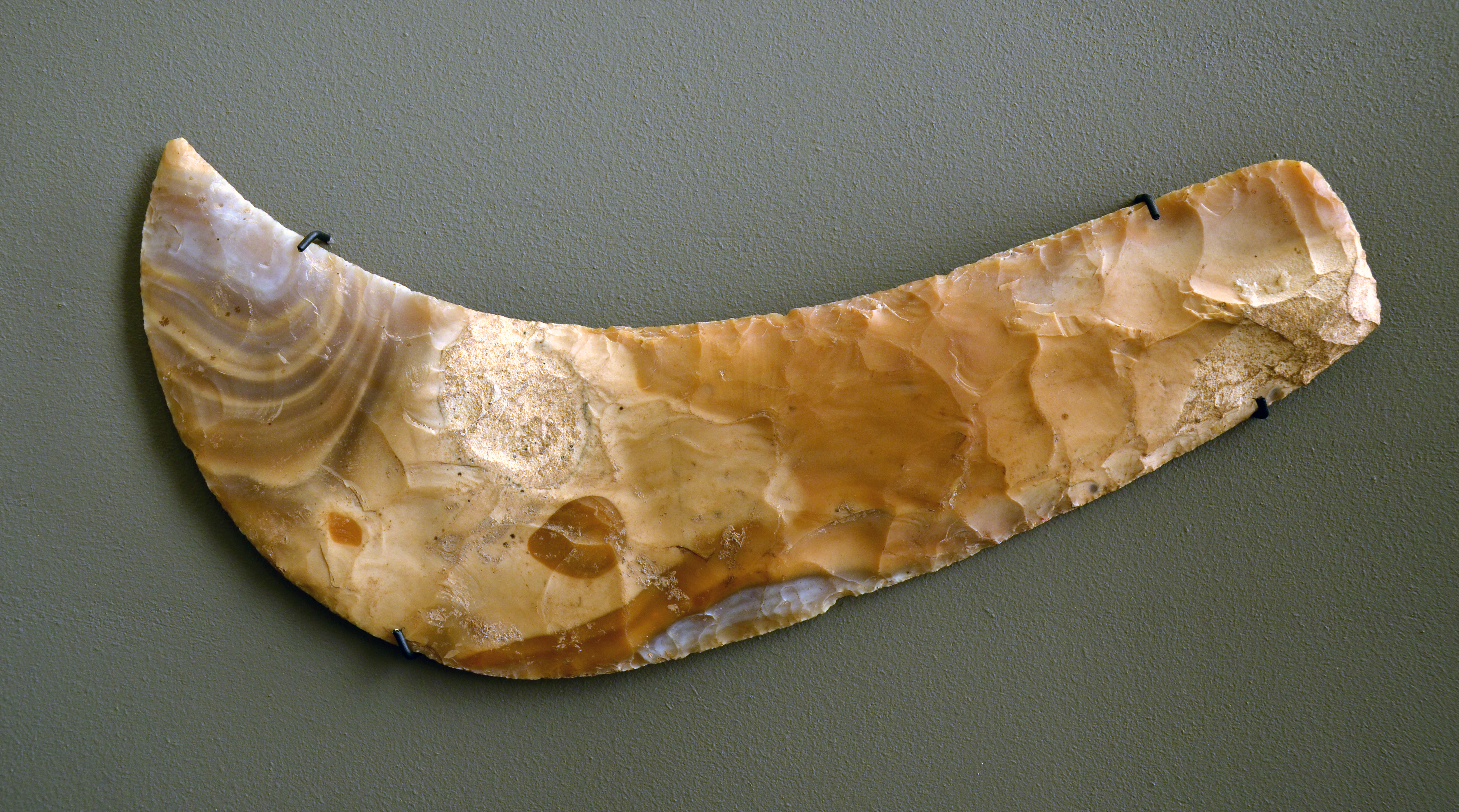
Faucille, Nagada ; silex.
Musée d'Art et d'Histoire de Genève

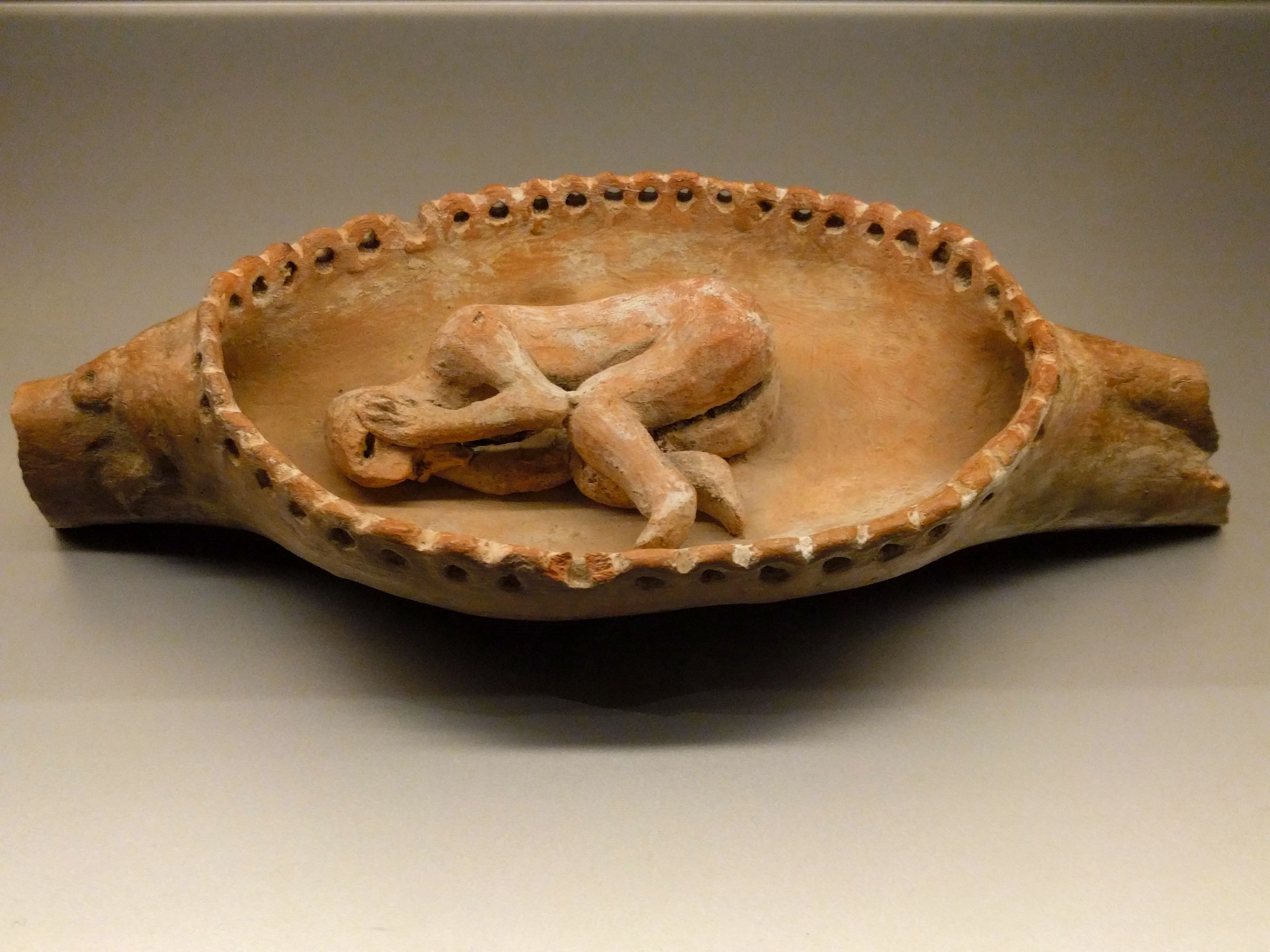
Terre cuite. Nagada.
Rijksmuseum van Oudheden

La culture de Nagada I (3900-3500) [ou amratien, du site d'El-Amra, s'étend sur la Haute-Égypte. Elle est représentée par de nombreux sites de nécropoles localisées du nord d’Abydos à Louxor au sud. Les témoins les plus marquants en sont El-Amrah et Nagada. Les traits culturels précédents, ceux de Badari (4400-3800), sont considérablement amplifiés. 
La population hérite de la culture néolithique de Badari en Moyenne-Égypte, et située à environ trois-cents kilomètres plus au Nord, sur le Nil. Dans la culture de Badari on rencontre la prédominance des espèces sauvages par rapport aux espèces cultivées, le stockage en fosses, des populations relativement mobiles qui pratiquent élevage et chasse. Nagada I pratique majoritairement la culture de plantes domestiques, et de manière plus intense. Les animaux domestiqués sont aussi plus nombreux.
Les tombes à fosses rectangulaires, dont certaines de belles dimensions (2,50 × 1,80 m), sont pourvues d’un riche matériel qui montre de remarquables progrès techniques. On rencontre plusieurs types de poterie, dont certaines portent une marque (pot mark). Une très belle céramique rouge polie et à bord noirci qui préexistait depuis 4400–3800 dans la culture de Badari (5500-3800). Et une autre, claire, pouvant être décorée de divers motifs figuratifs peints en blanc, représentant la faune nilotique (hippopotames, crocodiles), ou de la steppe savanicole (girafes, gazelles, bovidés), des végétaux et toujours des motifs géométriques. Cette proximité avec Badari se manifeste par l'existence de jarres en terre cuite peinte au motif du bateau, motif que l'on rencontrera dans le Nagada II. De nombreuses figurines humaines en terre cuite, parfois en ivoire, paraissent spécifiques de certaines tombes.
L'habitat évolue : grandes huttes ovales de structure légère (Hemamieh) et maisons rectangulaires bien structurées, en partie enterrées, font penser qu’à côté d'installations saisonnières, des centres plus importants et fixes s'installent. À Hiérakonpolis (Nekhen, au centre de la Haute-Égypte, alors que Nagada est à 170 km plus au Nord), un habitat de hameaux dispersés tendant à se spécialiser selon leur fonction (habitat artisanal, une maison de potier a été identifiée), se développe en retrait d'un centre plus important au débouché d’un grand ouadi. Une élite y apparait. La population double, passant de 5000 à 10 000 habitants entre 3600 et 3500.
Les sociétés se hiérarchisent. À côté des pasteurs-agriculteurs apparaissent des artisans spécialisés dans la poterie (de nombreux vases portent des marques de potiers ou de propriétaires), mais aussi dans le travail de la pierre (palette à fard zoomorphe en schiste, massues tronconiques, premiers vases de pierre, outils de silex plus élaborés). Les premiers essais de faïence égyptienne attestent de la maîtrise des technologies du feu, peu appliquées au métal, sauf peut-être pour l'or. Le cuivre, rare, reste martelé à froid comme au badarien. La chasse apparaît comme une activité noble et de prestige, disposant d’un quasi-monopole des représentations. Le « maître de chasse » semble un personnage au pouvoir important. La civilisation de Nagada I développe une vie de relation et des contacts importants par le fleuve vers le sud (groupe « A » de Nubie) et le nord (Maadi).

### Galerie NagadaI

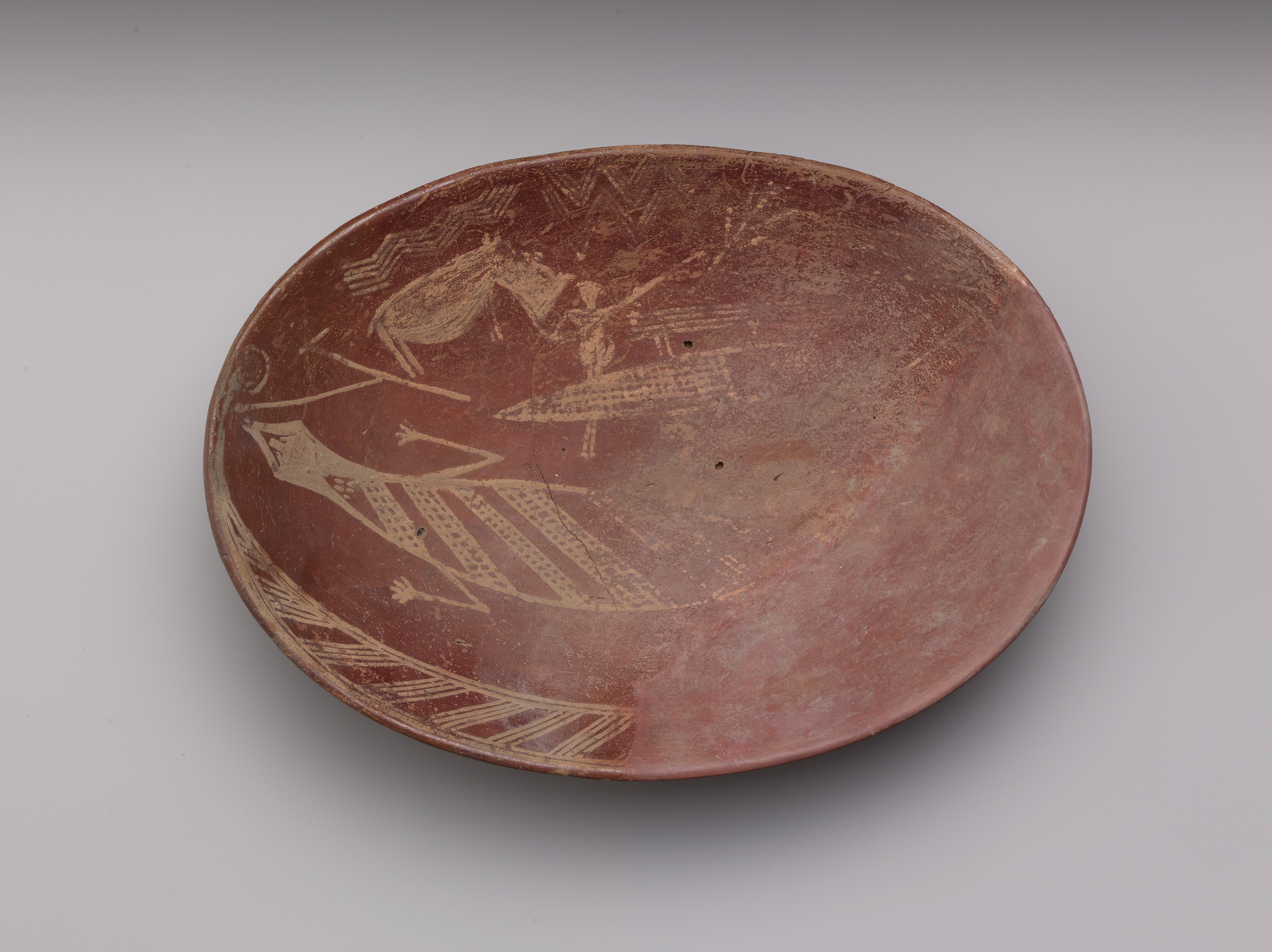
Assiette à décor blanc/rouge d'animaux sauvages. Nagada I, v. 3900–3650. Terre cuite peinte D. ~30 cm. Met
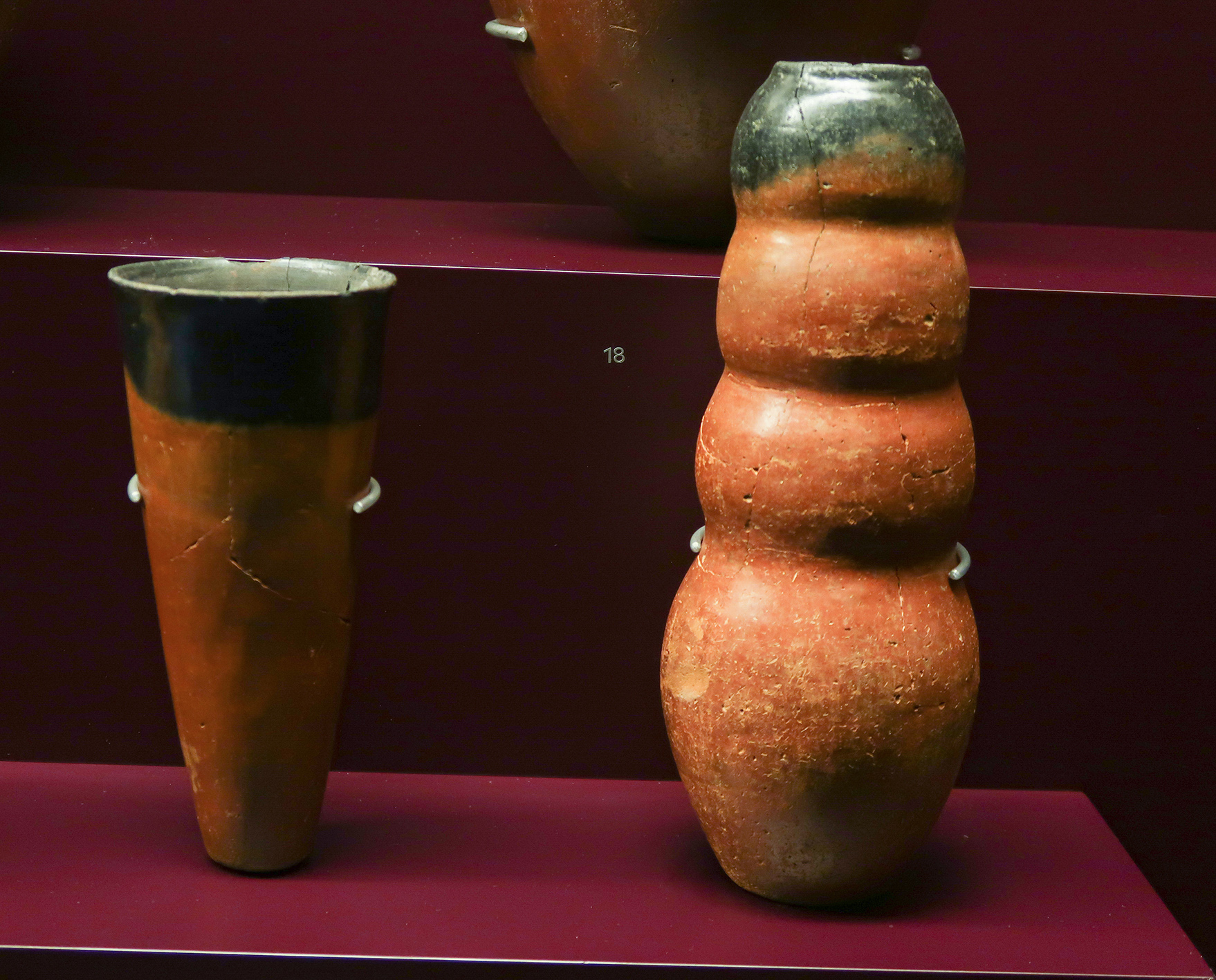
Vases de type cornet et à panse ondulée. Terre cuite à panse rouge et col noirci. Musée des Confluences
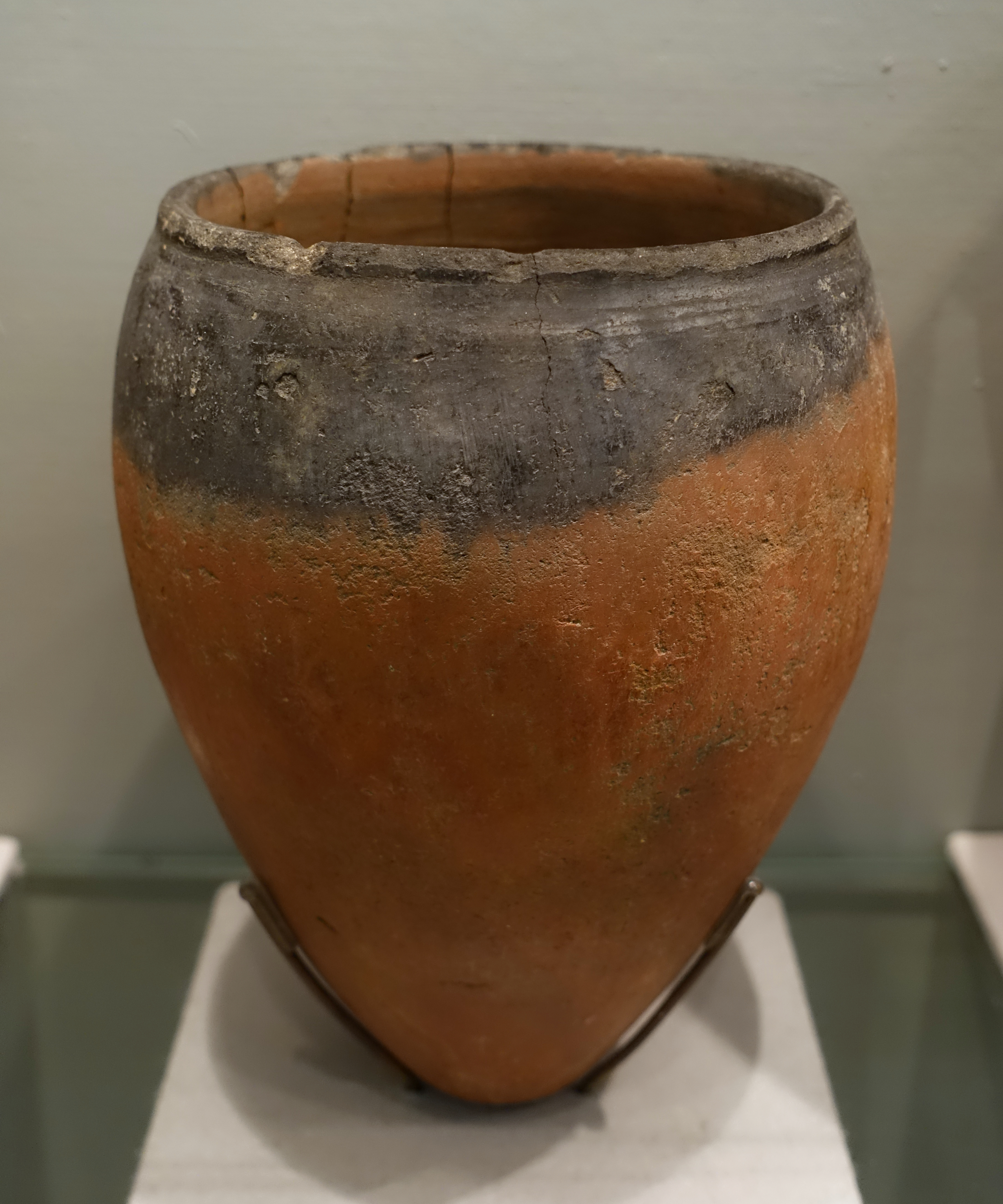
Vase conique à large ouverture. Terre cuite rouge et col noirci. Martin von Wagner Museum
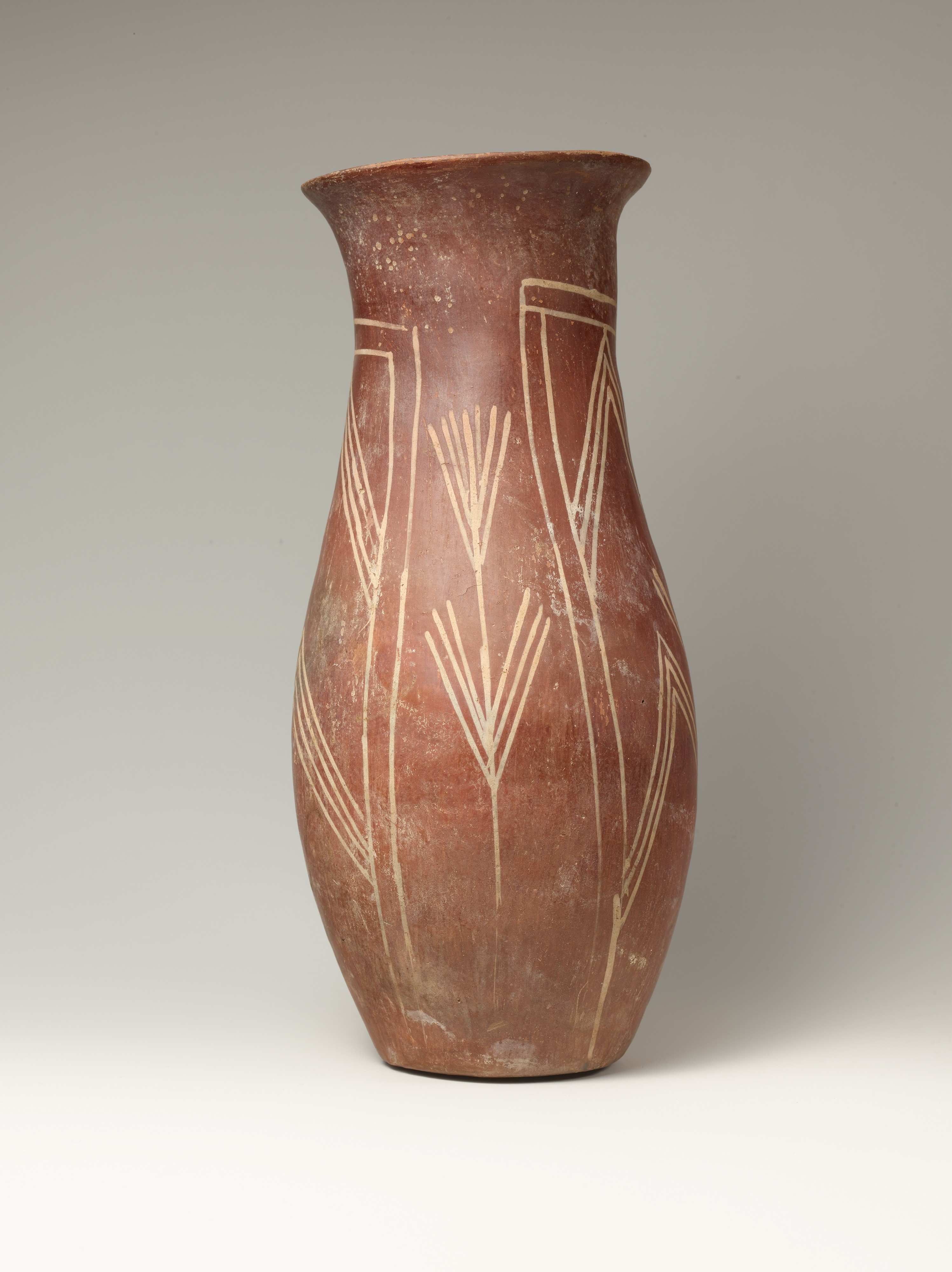
Vase à décor blanc/rouge, lignes et plantes. H. 28,5 cm[note 4] Terre cuite peinte. Metropolitan Museum of Art
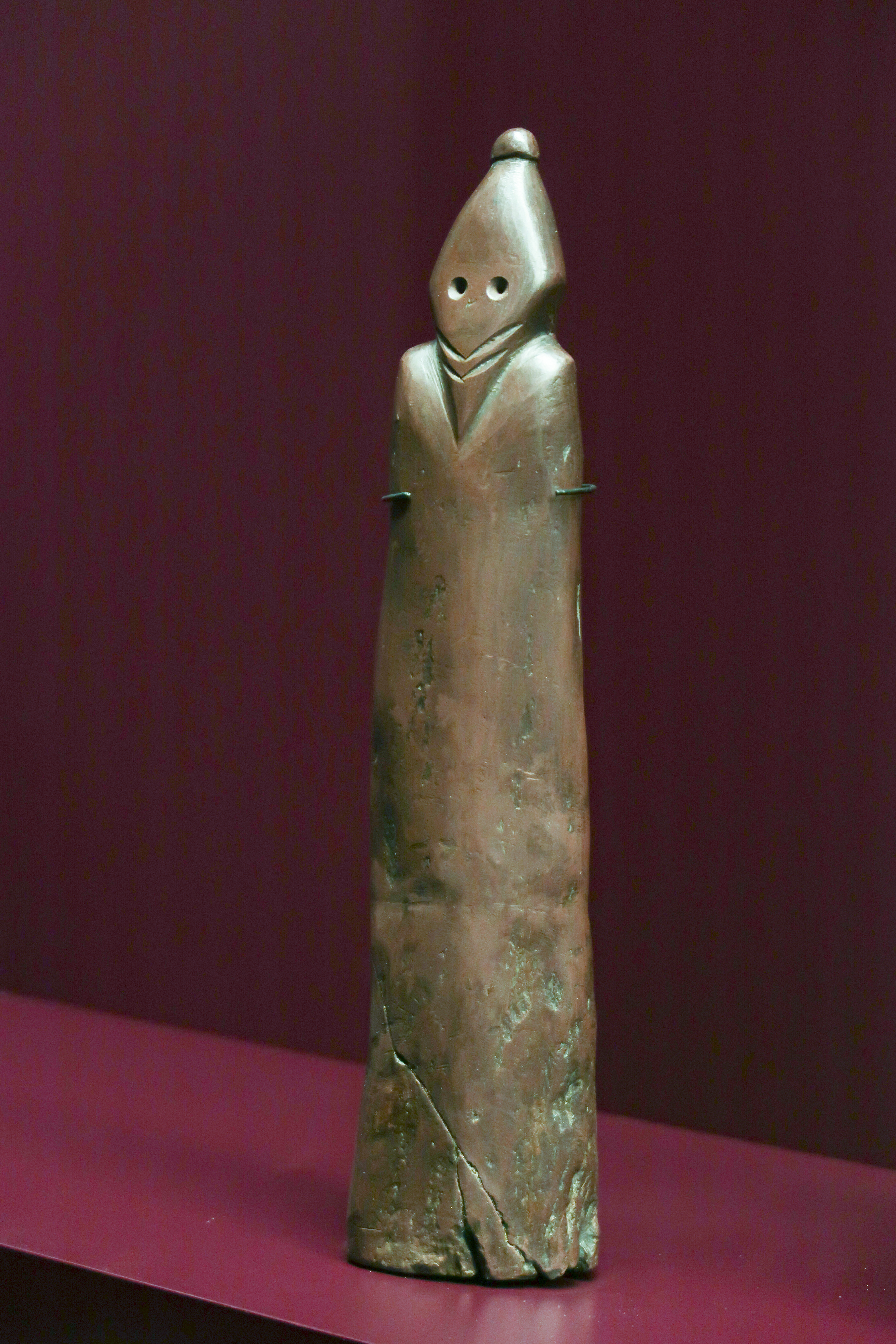
Homme barbu. Grauwacke, H. 31,5 cm Haute Égypte. Musée des Confluences
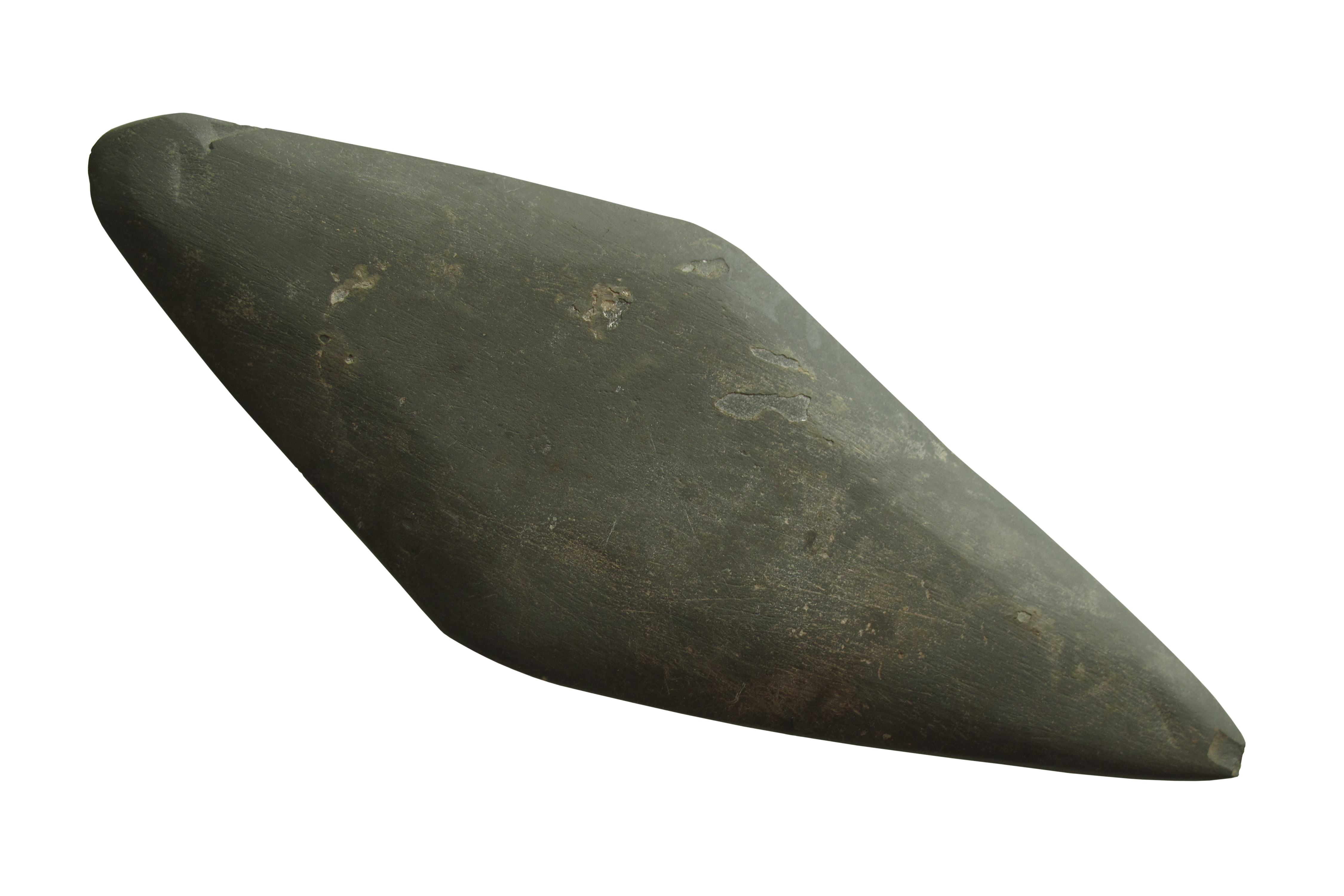
Palette à fard pour préparer les couleurs des peintures corporelles. Schiste, losange L. 25 cm. Musée d'archéologie méditerranéenne
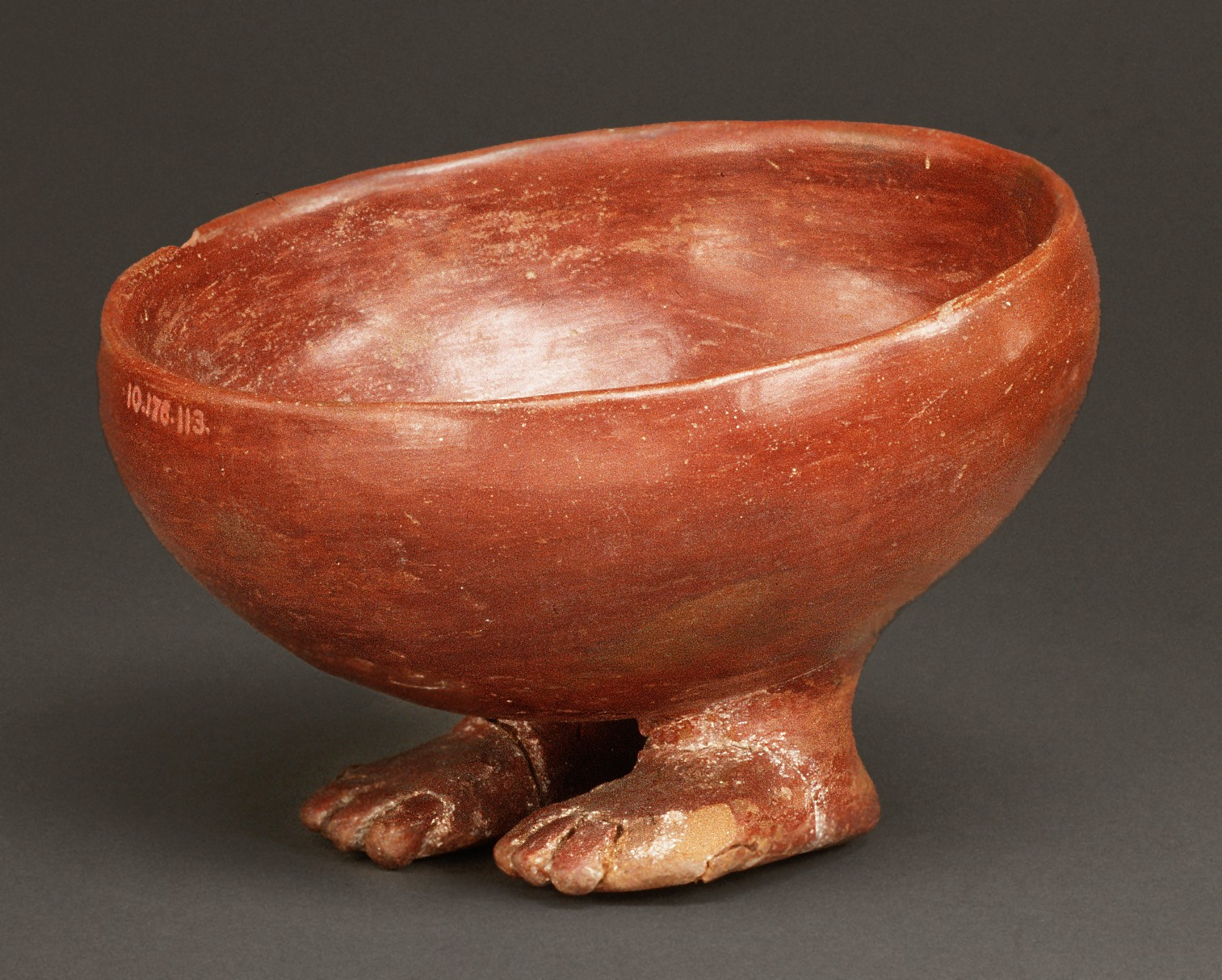
Bol à pieds humains. Fin Nagada I-début Nagada II, 3750-3500. Terre cuite rouge. D. 13 cm. Metropolitan Museum of Art
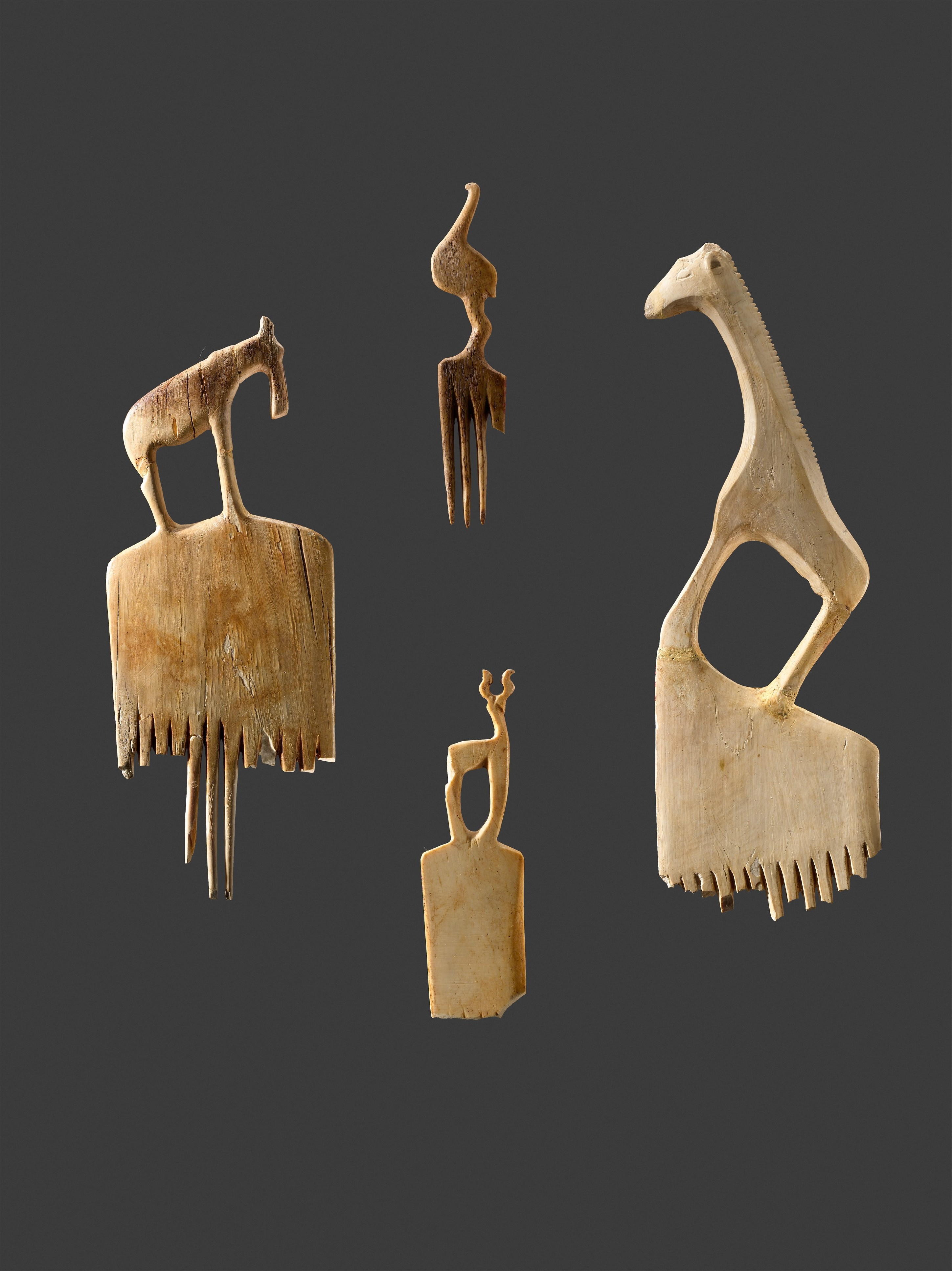
Peignes à la faune sauvage. Ivoire. Fin Nagada I-début Nagada II. Metropolitan Museum of Art

## NagadaII

### Histoire
La période subit une sécheresse accrue et l'agriculture, dans la vallée du Nil, devient la source d'alimentation principale.
Culture de Nagada II (3500-3300) [ou gerzéen, du site  d'el-Girza / culture de el-Girzeh (en)] est parfois considérée comme pré-dynastique au même titre que Nagada III, mais selon une vision ancienne et réductrice, comme si cette culture portait en germe une société dominée par des dynasties successives. 
La société pastorale se hiérarchise, se regroupe autour de constructions en dur. La coutume de construire en roseaux est peu à peu remplacée par le fait de bâtir en briques de terre sèche. Les céréales, produites en plus grandes quantités, sont stockées dans des greniers et silos bâtis en hauteur. Ceci suppose une société à même de collecter et redistribuer les céréales. Et c'est ce qui justifierait, probablement, l'émergence d'une élite, que les tombes nous révèlent. C'est à Hiérakonpolis, au centre de la Haute-Égypte, que se manifeste le plus clairement ce phénomène.
Ces premières cités de la vallée du Nil, plutôt modestes (< 10 ha), sont bâties à des carrefours (Nil-piste d'oasis) et sur des éminences (kôms) naturelles : elles échappent à la crue ; enfin, des bâtiments en pierre s'inscrivent à l’intérieur d’enceintes à El Kab, Hiérakonpolis, Éléphantine et Abydos. Les espaces se spécialisent selon leur fonction (aire sacrée, espace administratif, habitat). Un temple a laissé des traces à Hiérakonpolis. Sa population double en moins d'un siècle (3600-3500), alors que des villages sont abandonnés. C'est un indice de l'exode des populations rurales, probablement chassées par la sécheresse grandissante. Une élite « princière » se fait enterrer dans des tombes de grandes dimensions environnés de complexes architecturaux. Le rayonnement d'Hiérakonpolis s'arrête en fin de la période Nagada II, vers 3300, au profit d'Abydos, où l'on voit apparaître un pouvoir clairement monarchique.
Les traits culturels de Nagada évoluent et s'étendent progressivement au nord de la vallée (Maadi). Apparaît alors une céramique à décor sombre sur une pâte claire, représentant toujours la chasse de la steppe et de la savane. Ce décor développe aussi le thème de la navigation. Ce qui indique l’intensité de la vie de relation par le fleuve. C'est un thème essentiel, que l’on retrouve dans les fresques de la grande tombe de Hiérakonpolis (tombe 100). L'architecture de terre et brique crue se développe (nécropoles des Nagada II et III). Par ailleurs, on rencontre aussi des perles en stéatite glaçurée dans certains colliers précieux.
Les outils de pierre, bien qu'ils soient encore utilisés, sont passés de la construction bifaciale à l'éclat courbe. Le cuivre est utilisé pour toutes sortes d'outils et le premier armement en cuivre apparaît, des hachettes. L'argent, l'or, le lapis et la faïence sont utilisés de façon ornementale , et les palettes utilisées pour la peinture des yeux depuis la période badarienne commencent à être ornées de sculptures en faible relief.
Si cette culture appartenait, avant environ 3500, à une aire culturelle égypto-nubienne, la distinction s'opère ensuite. Ceux qui cultivent blé et orge en Haute et Moyenne-Égypte deviennent sédentaires. Tandis qu'en Basse-Nubie les céréales décroissent. Et vers Khartoum, les cultivateurs de sorgho et millet laissent la place aux pasteurs et chasseurs des savanes. Ces pasteurs et chasseurs maintiennent ainsi leur autonomie, tandis que les cultivateurs se soumettent à la discipline et au rythme des impôts.
Cette période (Nagada IId2) voit apparaître les chefs ou souverains que l'on classe dans la dynastie égyptienne zéro et dont les derniers membres vivent à la fin de Nagada III, sachant que la Ire dynastie, quant à elle, correspond à l'époque suivante, la période thinite (v.3150-v.2700). L'essor de la monarchie d'Abydos s'opère durant la période Nagada III, avec les premières attestations de l'écriture.

### Galerie NagadaII

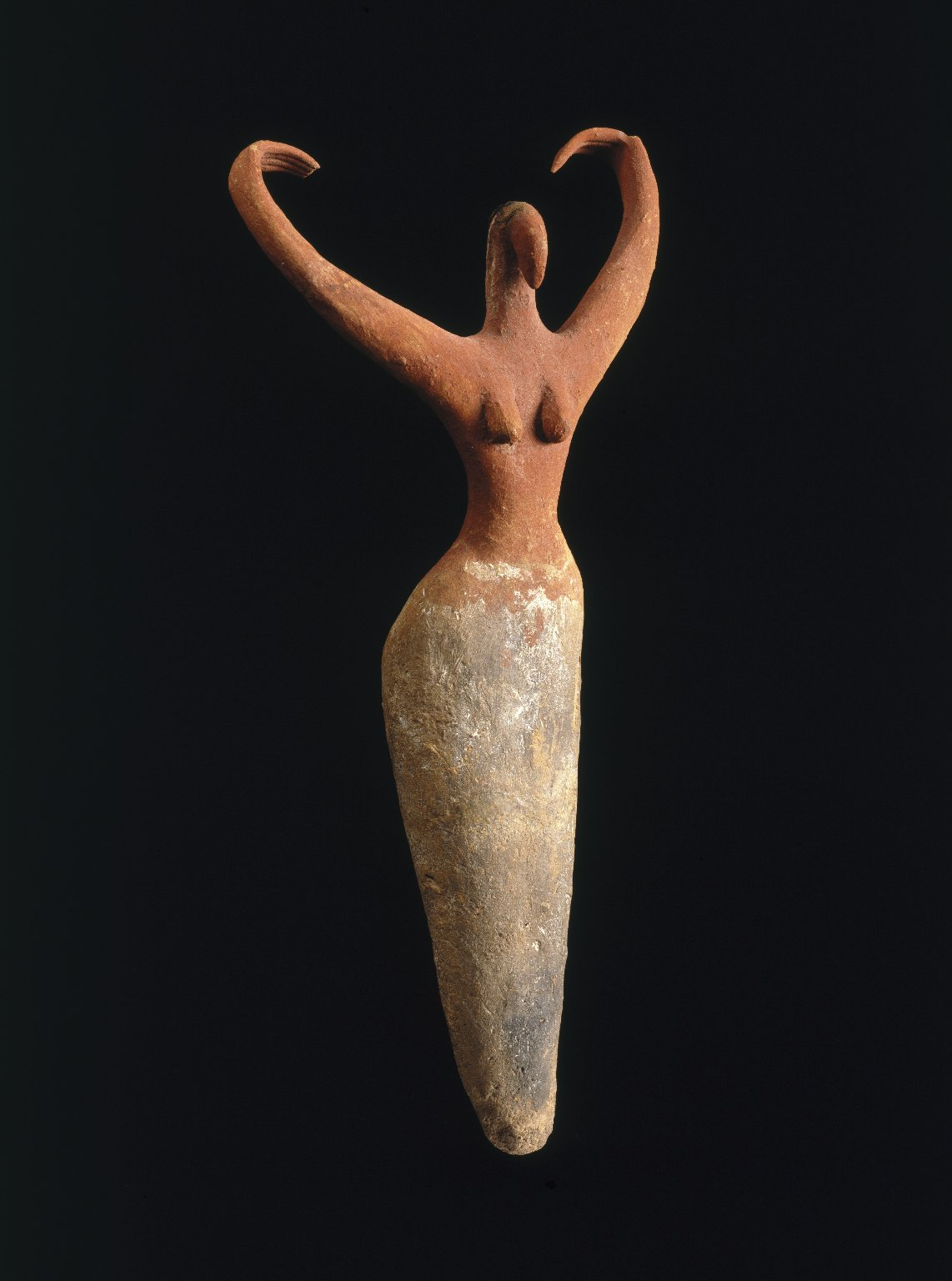
Figure de femme. Terre cuite peinte. H. 29,2 cm. Musée de Brooklyn[note 6]
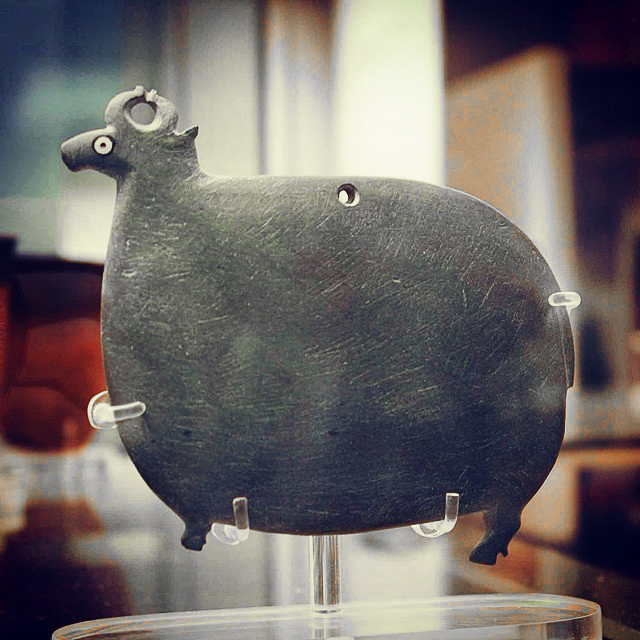
Palette à fard en forme de bélier. Mudstone, incrustations British Museum (?)[note 7]
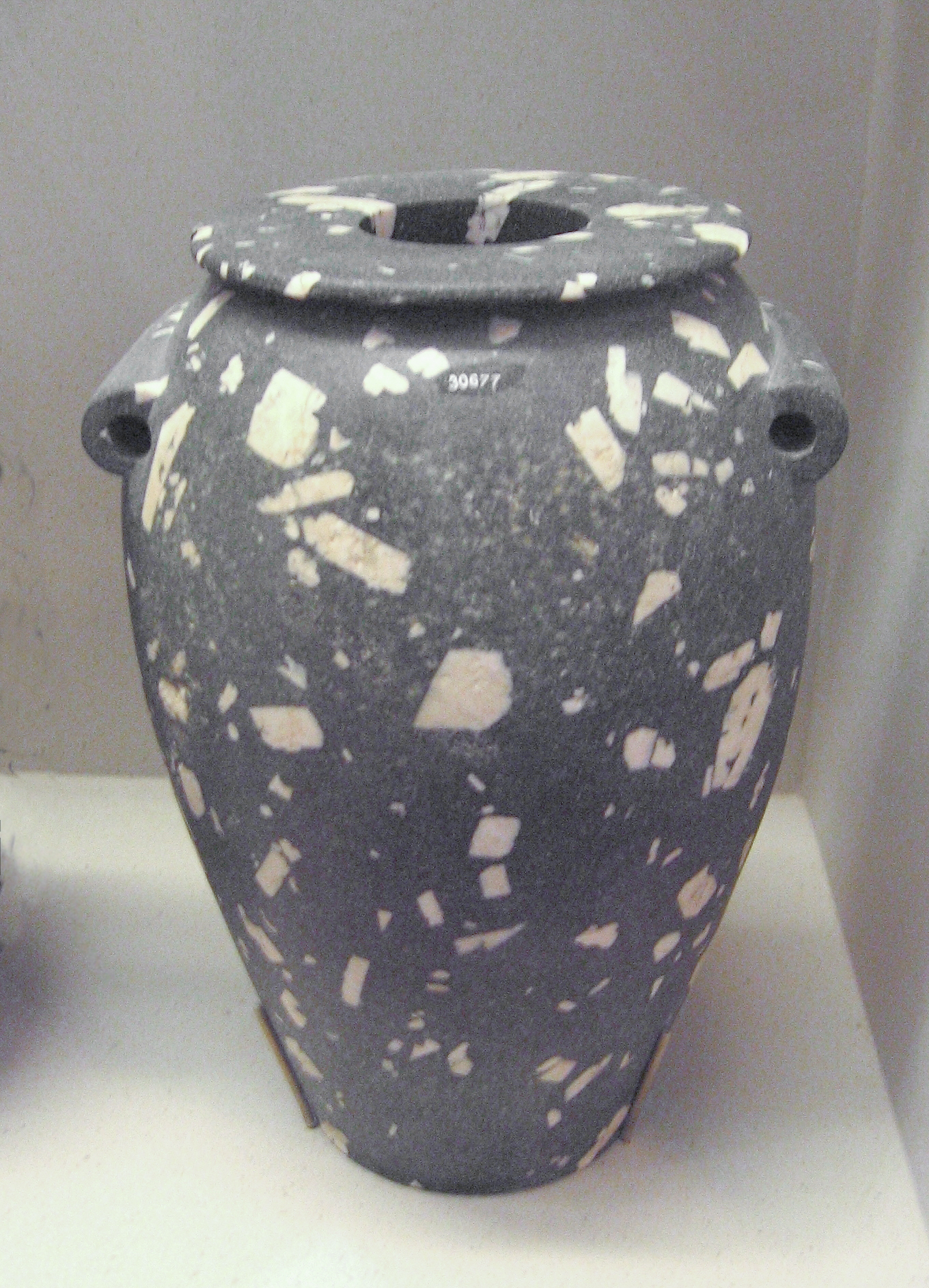
Vase. v. 3500 Diorite, H. env. 30 cm. Field Museum
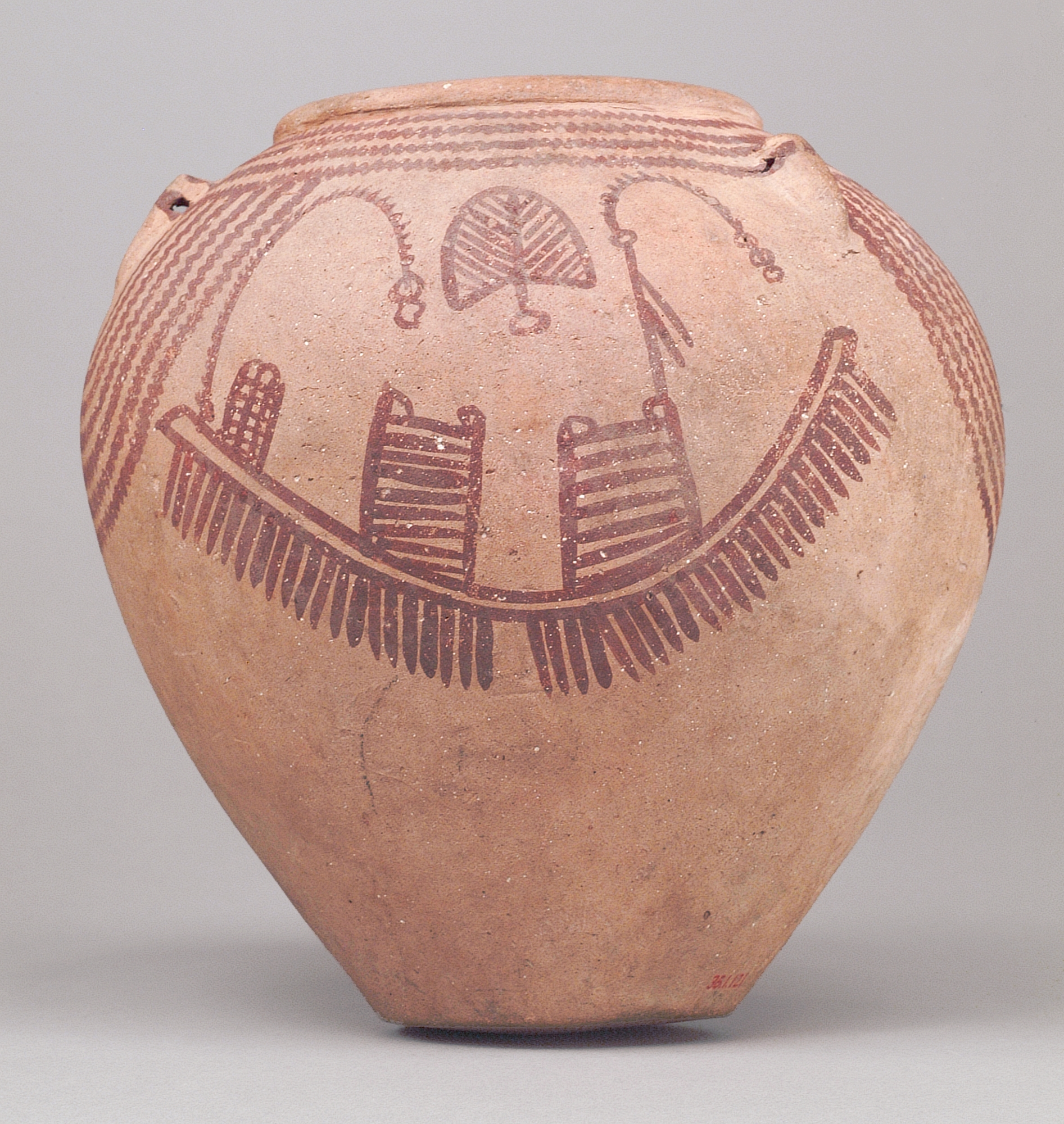
Vase funéraire. Décor à base de signes graphiques : bateaux[note 8], H.20 cm. Metropolitan Museum of Art
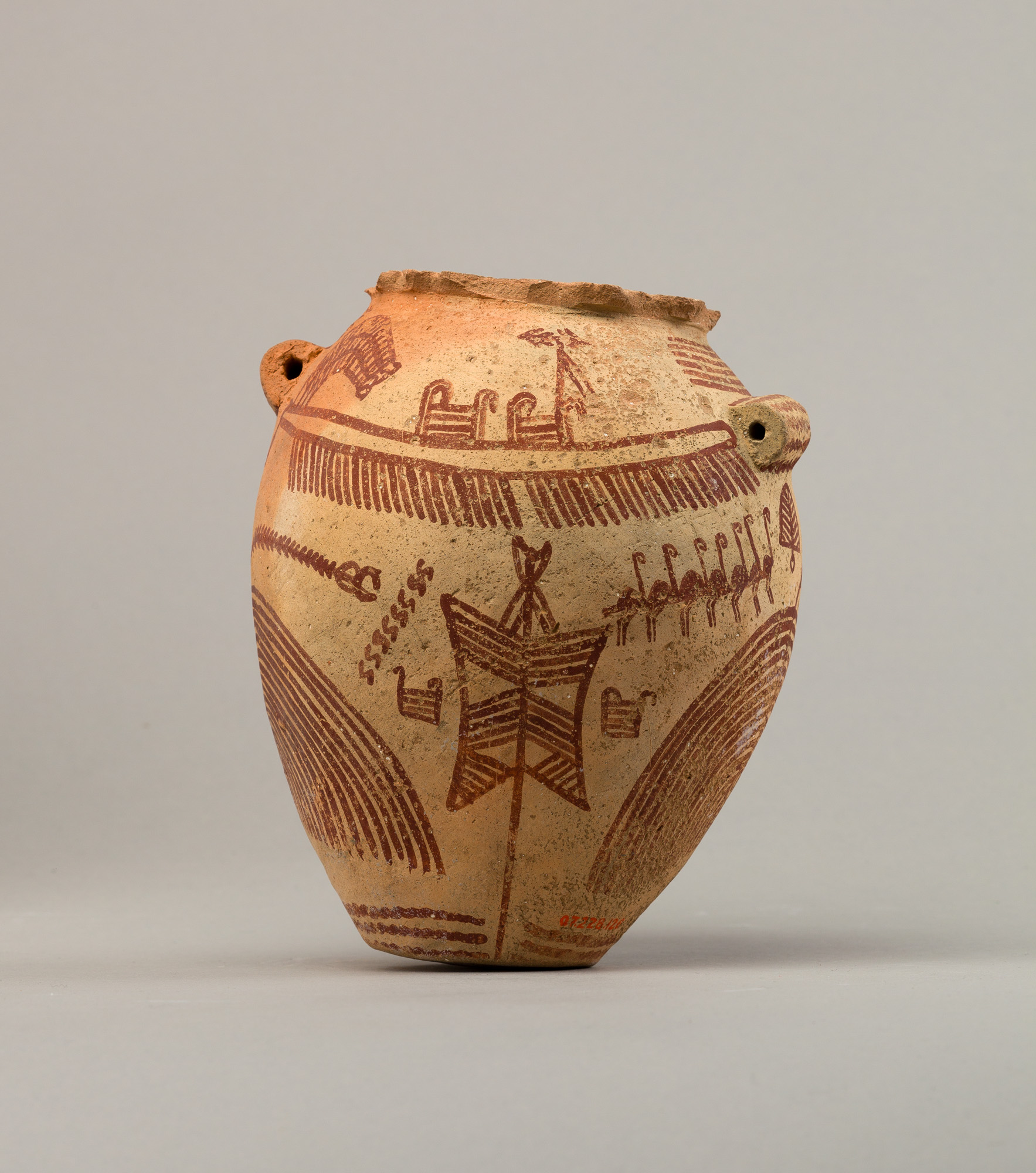
Vase funéraire : bateau, oiseaux et vêtement (peau) à couvrir le mort, tendu sur des perches. Metropolitan Museum of Art
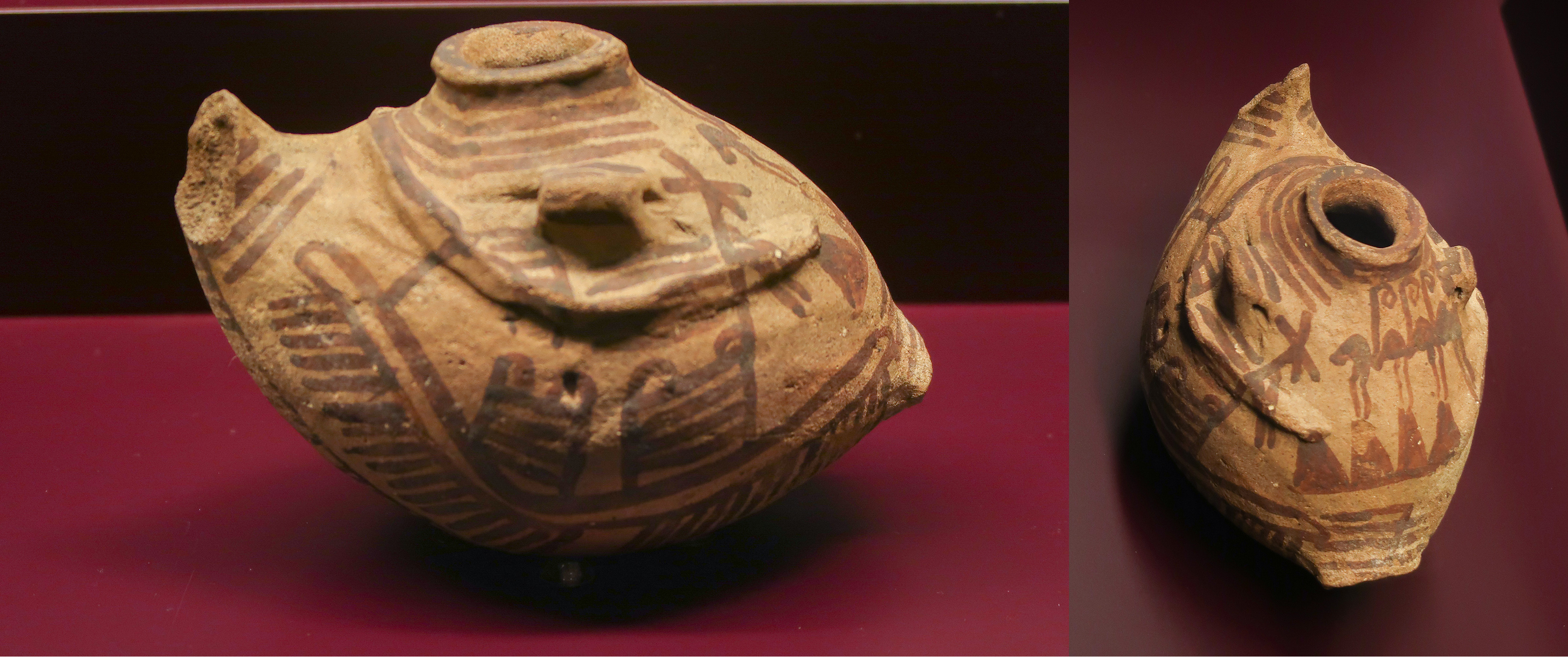
Vase funéraire en forme d'oiseau, à décor de bateau et flamants. Musée des Confluences

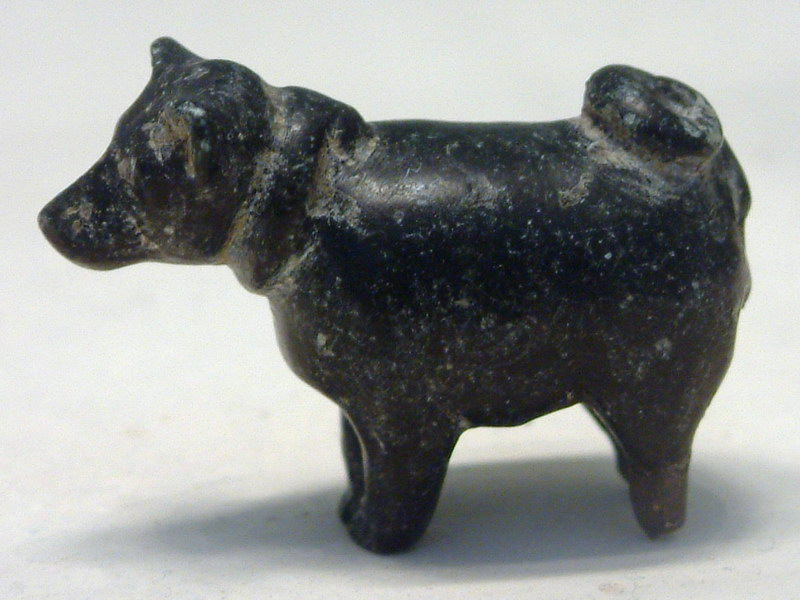
Figurine de chienne. Chlorite, H. 2,75 cm Musée du Louvre
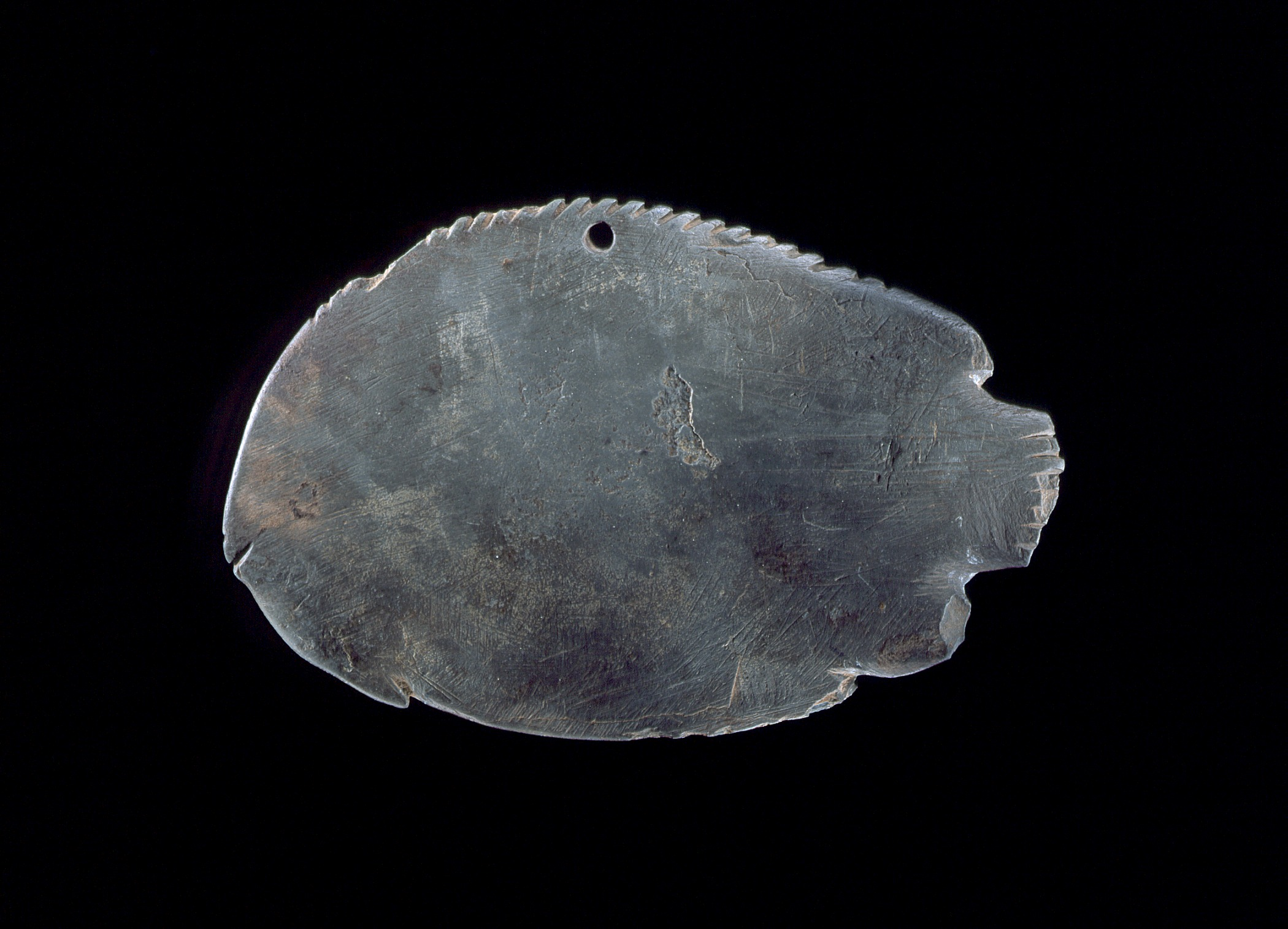
Palette à fard en forme de poisson plat. Schiste, 7,6 × 11,7 cm LACMA [note 9]
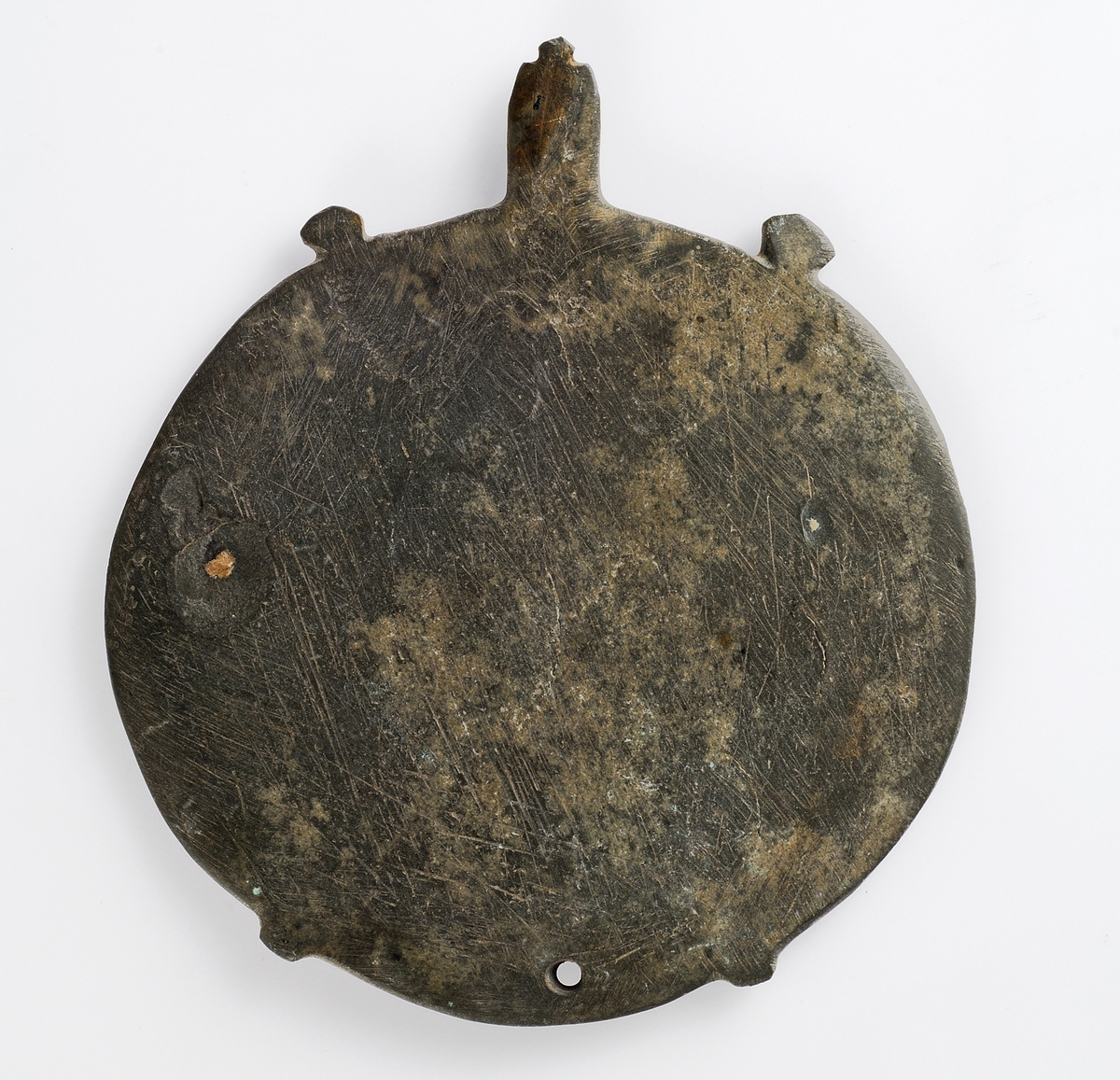
Palette à fard en forme de tortue, traces d'abrasion. Nagada II-III. Schiste D. 8 cm. Musée des Beaux-Arts de Lyon[note 10]
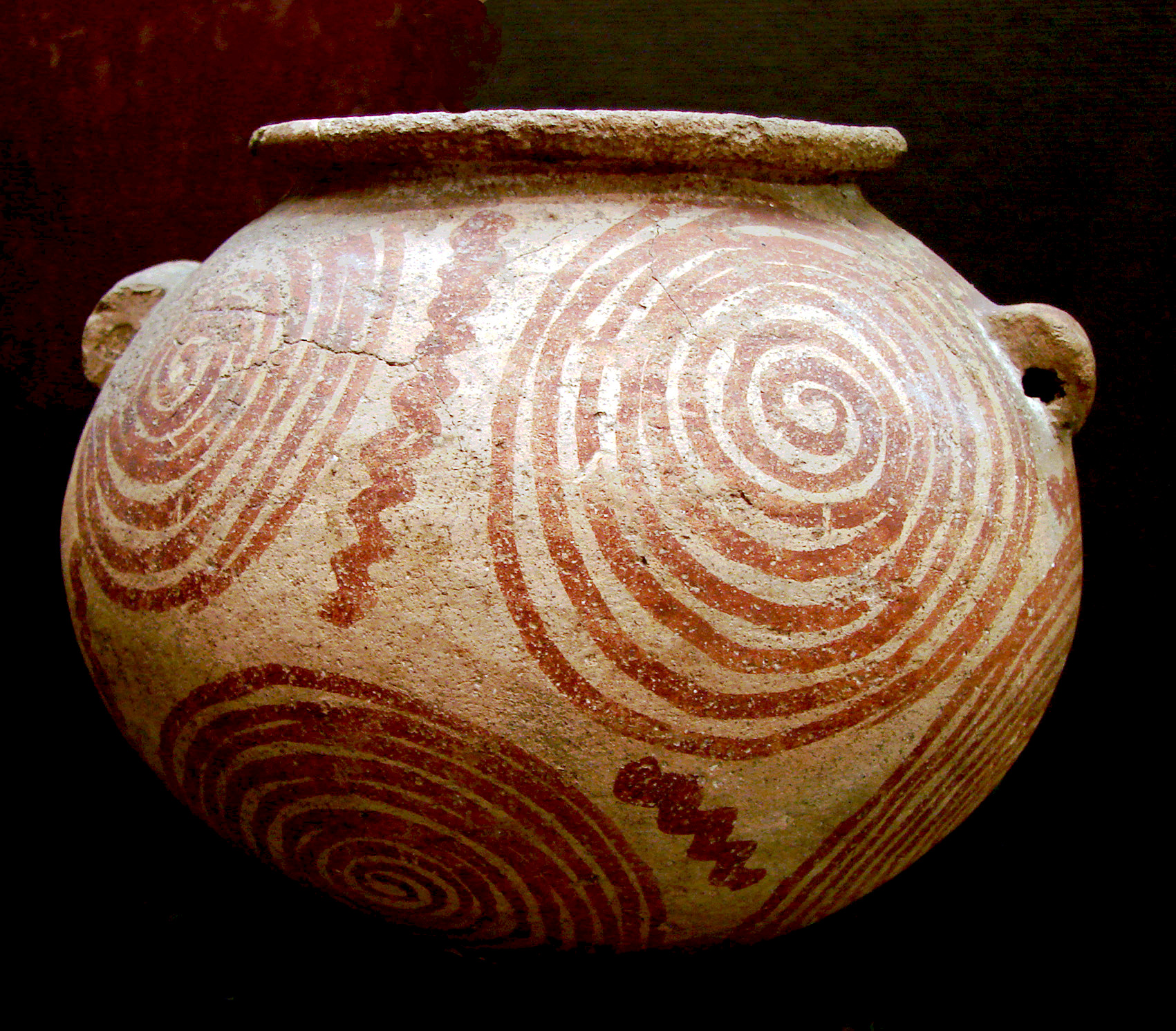
Vase à spirales. Musée d'Art et d'Archéologie de Laon
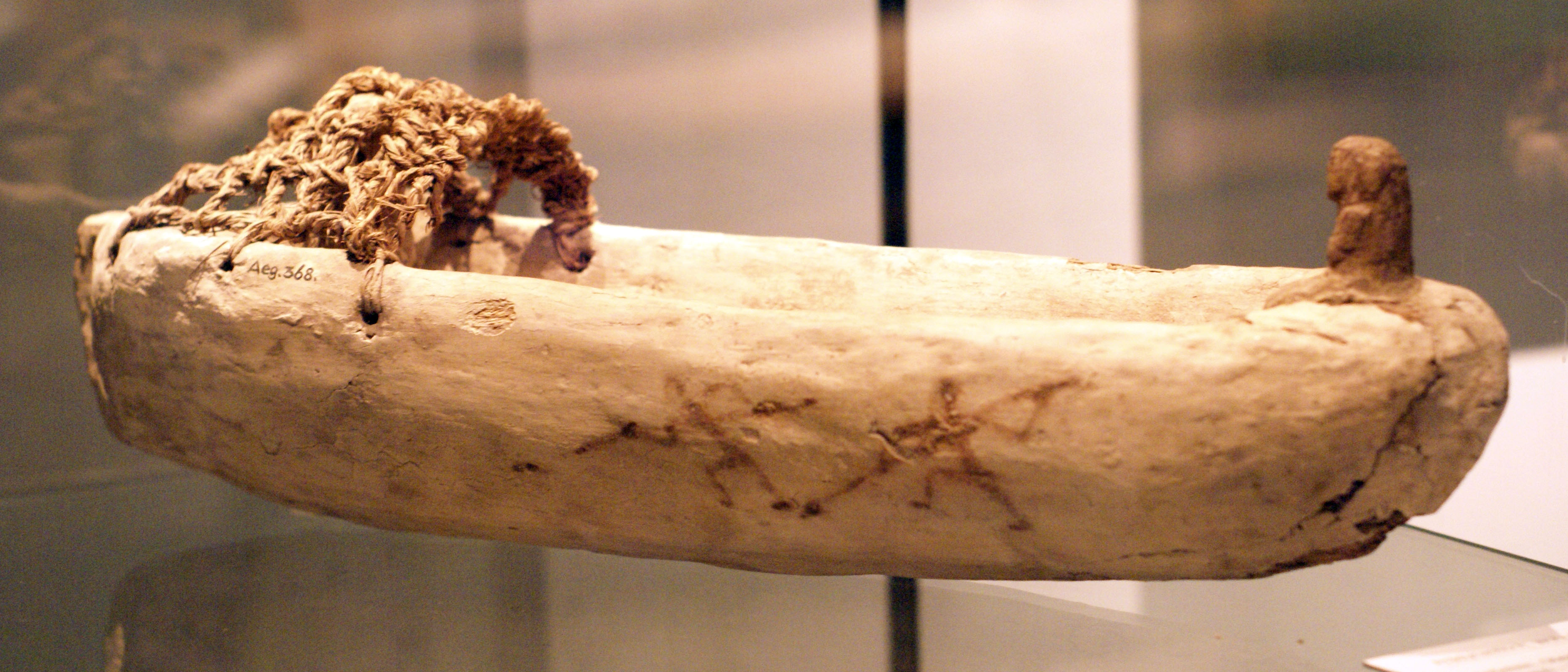
Barque avec deux hommes sur le bordage. Roseau, terre, couleur. Objet funéraire. Musée d'histoire de Berne
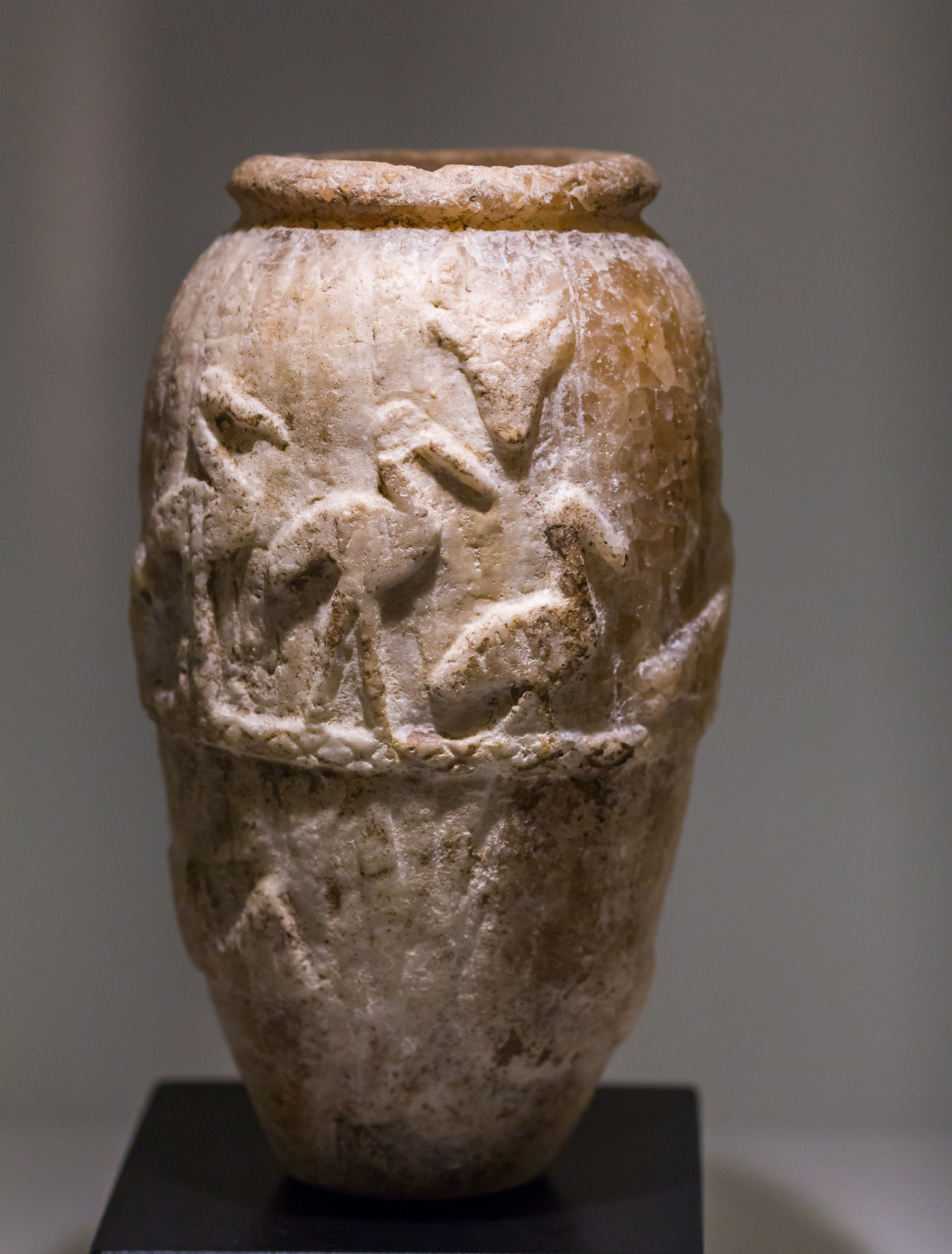
Vase aux ibis. Calcaire. Musée national d'art égyptien de Munich

## NagadaIII

### Histoire
La culture de Nagada III (3300-3150), ou proto-dynastique, voit l'unification des traits culturels, dans la vallée du Nil et le Delta. Des objets marqueurs du pouvoir (power facts), dérivés d'objets auparavant fonctionnels, ne servent plus qu'à supporter un décor historié en relation avec le pouvoir : palettes à fard, massues, peignes, manches de couteaux, et découverts dans des sites de dépôts cultuels plutôt que dans un contexte funéraire. Ces objets portent des scènes de chasse et de guerre, des scènes liées à la manifestation de la violence. Les animaux sauvages sont souvent représentés, dont la grande faune africaine en cours de disparition de la vallée moyenne du Nil. L'éléphant, représenté, ayant déjà disparu. Le lion, le taureau sauvage et le faucon, sont présents aussi, qui sont des figures héraldiques du roi. 
Le pouvoir à Abydos prend donc, clairement, un caractère monarchique. Ce modèle diffuse, ensuite, aux principautés de Basse-Égypte.
Manfred Bietak a même voulu voir un rôle moteur de l'institution royale dans l'urbanisation de l'Égypte, à partir d’une de ces palettes historiées (« palette des villes » ou du « tribut libyen »), une des faces montrant les images d’enceintes fortifiées, vue en plan, surmontées de numina royaux (faucon, lion, scorpion) tenant la houe. Acte fondateur, selon Bietak, ou destruction de villes ? Cette dernière interprétation garde de solides arguments. C'est l’émergence d’un pouvoir royal fort n’hésitant pas à recourir à la violence pour soumettre les cités et en faire les relais de son autorité qui est souligné ici. La forme particulière des enceintes représentées, rectangulaire aux angles arrondis, peut être rapprochée de traces archéologiques à Hiérakonpolis et à Abydos. Les petites principautés que pourraient évoquer ces citadelles deviennent ensuite des provinces, mais d'autres provinces seront créées.
Des jarres de cette époque portent des « marques à l'encre », qui sont un système de marquage indépendant des premiers hiéroglyphes.
L'écriture a, en effet, été employée avant l'unification (vers 3150), : des découvertes dans la tombe U-j du cimetière d'Oumm el-Qa'ab à Abydos ont mis au jour un riche matériel épigraphique qui en prouve l'existence : un système d'écriture complexe sur plaquettes en ivoire, en os et en ébène, dans une tombe de l'élite. Il est à noter que ce matériel n'est issu, ni d'un système de comptage des troupeaux comme en Mésopotamie, ni de pratiques divinatoires comme en Chine, ni d'un système calendaire comme en Mésoamérique. Ce système graphique est déjà composé de signes picturaux et phonétiques (les classificateurs ou déterminatif n'apparaissent que 150 ans plus tard), comme le sera l'écriture hiéroglyphique égyptienne jusqu'à la période romaine. L'écriture hiéroglyphique apparaît aussi sous le règne de Iry-Hor, de la dynastie 0, à Abydos.
À la fin de Nagada III, la structure du schéma décoratif se modifie sur les palettes et les masses d'arme, entre autres. Les scènes s’y organisent en registres superposés. Les premières notations hiéroglyphiques y apparaissent, donc. Les thèmes évoluent avec l’affirmation de la prééminence d’un chef incarnant le groupe entier, dont la force et la puissance peuvent être exprimées à travers l’image du lion ou du taureau, ses figures emblématiques. La violence pénètre l’iconographie qui développe l’idéologie d’un pouvoir coercitif. Les reliefs des palettes et objets votifs permettent alors de saisir une part du processus historique de constitution de l'idéologie royale fondatrice de l’État et de l’unification politique de la vallée et du delta.
La fouille du site d'Abou Rawash, à huit kilomètres du Caire, a permis la mise au jour d'une nécropole de la période Nagada III et de la Ire dynastie et d'une série de barques funéraires exceptionnelles, signes des pratiques funéraires de l'élite qui préfigurent celle qui a été retrouvée à côté de la pyramide de Khéops.
Les bas-reliefs des palettes et masses d'arme de cette époque offrent des compositions en registres superposés que traversent les figures des souverains, exprimant ainsi leur statut hors-normes. La distribution de l'ensemble manifeste cette régularité toute égyptienne, caractérisée par la répétition des figures similaires, comme dans la palette de Narmer, les corps décapités, bien rangés à la verticale, ligotés, et la tête entre les pieds, avec de petites variations dans la disposition des pieds.
Vers 3000, donc juste à la fin de la culture de Nagada III, cette « palette de Narmer », découverte à Hiérakonpolis, atteste pour la première fois de l'unification entre Haute et Basse-Égypte, et cela dans la plus extrême violence. Ce souverain relève donc de la fin de la période Nagada III ; il est le dernier souverain de la dynastie 0. La Ire dynastie, qui suit, marque le début de près de trois millénaires d'institution pharaonique.

### Galerie NagadaIII

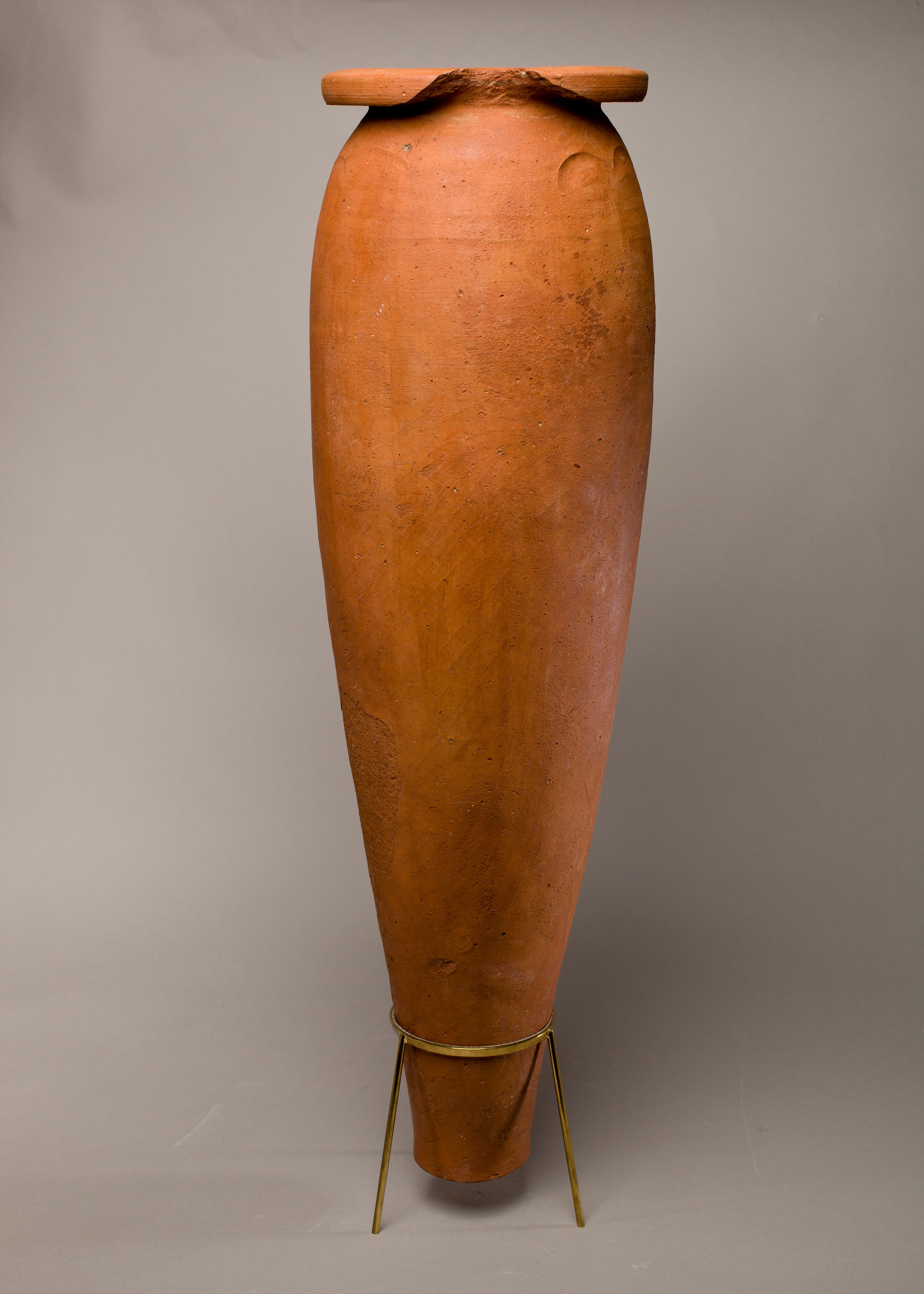
Jarre à vin. 68,5 cm. Metropolitan Museum of Art
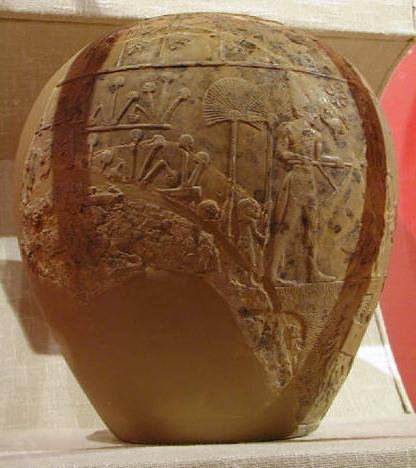
Masse d'arme du roi Scorpion Calcaire, H. 25 cm. Ashmolean Museum
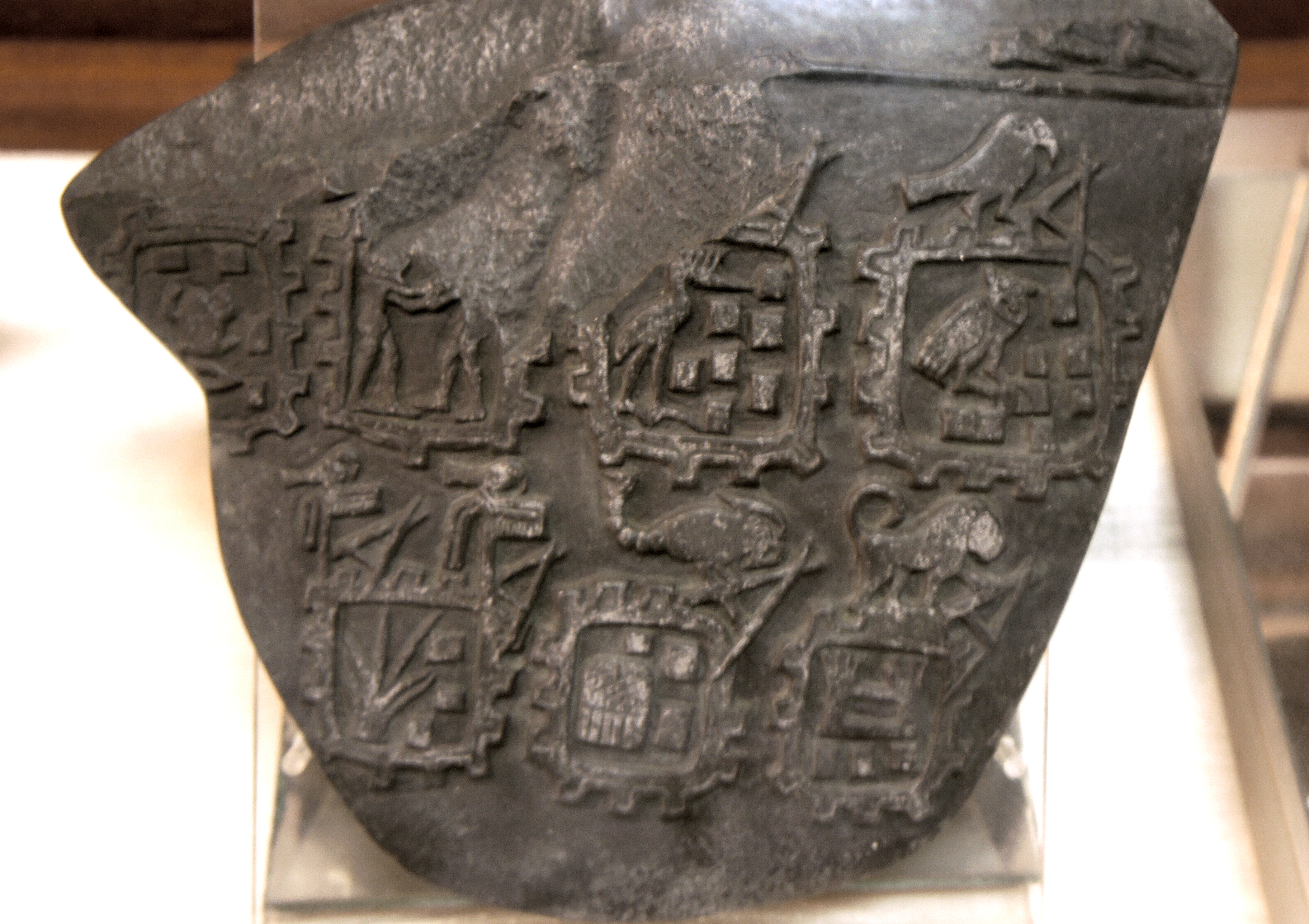
« Palette des villes » ou du « tribut libyen » : les villes[note 12]. Musée égyptien du Caire
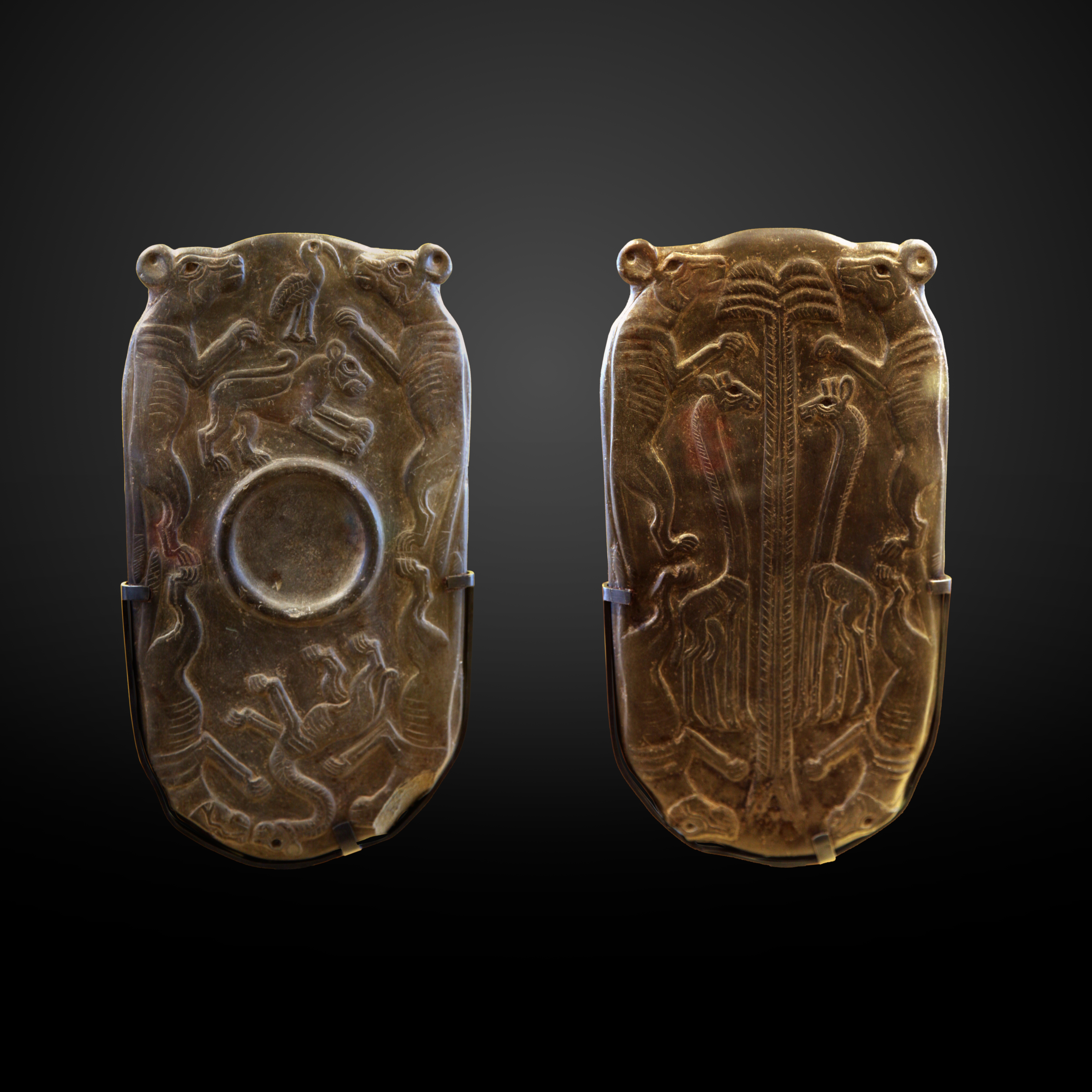
Palette [note 13] aux quadrupèdes Grauwacke. D. env 8 cm. H. 32 cm. Louvre
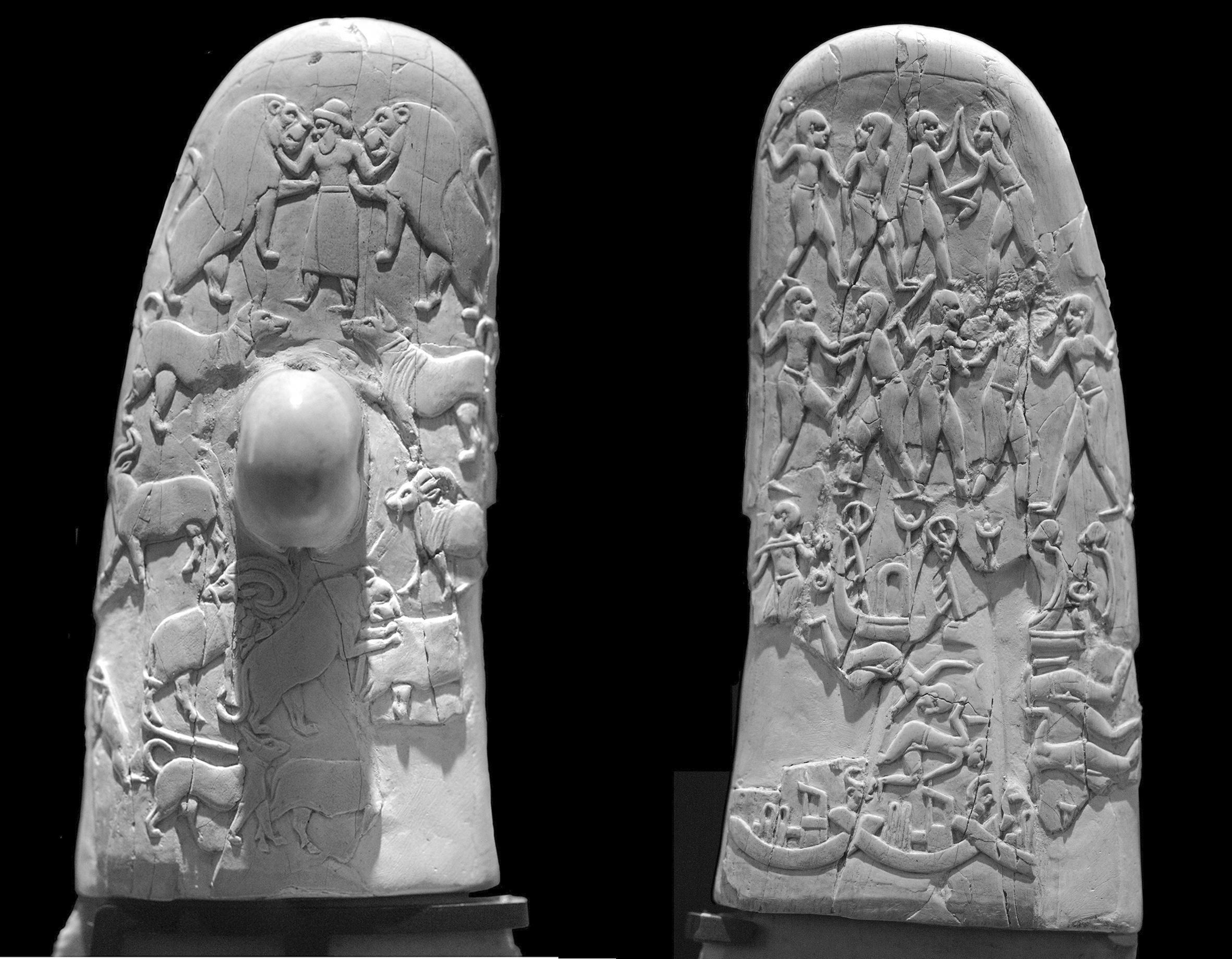
Manche du couteau de Gebel el-Arak. Ivoire. Deux faces. Abydos, 3300-3200. Musée du Louvre
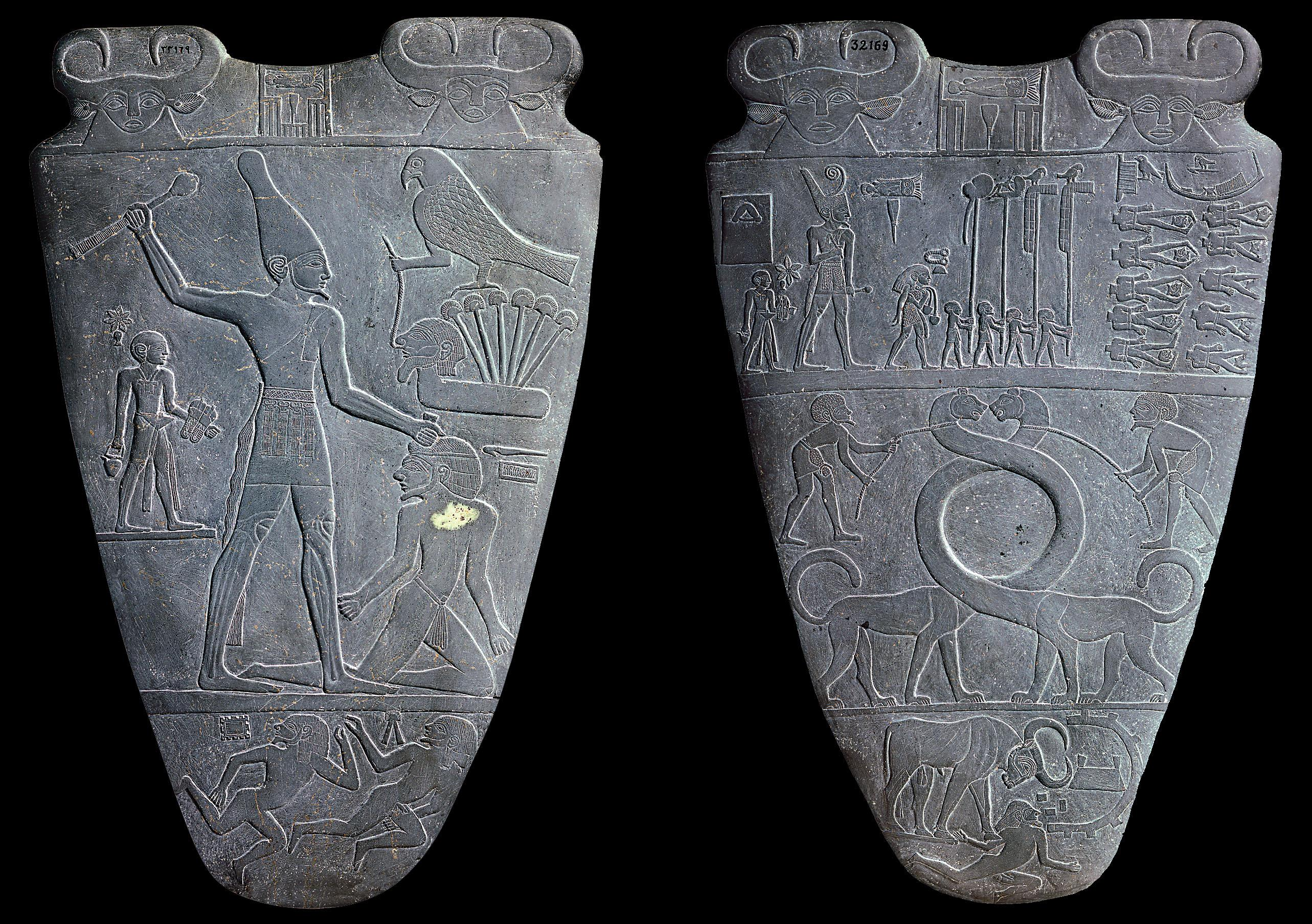
Palette de Narmer, v. 3000. Grauwacke, H. 64 cm. Musée égyptien du Caire[note 14]